# 緊急事態宣言及びまん延防止等重点措置
緊急事態宣言及びまん延防止等重点措置（きんきゅうじたいせんげん および まんえんぼうしとうじゅうてんそち）とは、日本において新型インフルエンザなどの感染拡大によって国民生活や社会経済活動に甚大な影響が出ると判断した場合に基本的対処方針分科会の諮問を経て、内閣総理大臣が新型インフルエンザ等対策特別措置法に基づき期間・区域を決めて発令することとされている布告。
都道府県知事は、外出自粛要請、公共施設の使用制限、事業者への休業要請、飲食店などの営業時間短縮の要請・命令、イベントの開催制限などの要請・指示のほか、臨時医療施設開設のための土地・建物の使用や医薬品・マスクなどの売渡しに関する命令を発することが可能である。
同法の制定時点では、急速な感染拡大を封じ込めるための新型インフルエンザ等緊急事態宣言のみ規定がされていたが、2021年2月3日に行われた法改正により新型インフルエンザ等緊急事態宣言に至る前に全国的かつ急速なまん延を防ぐことを目的として、新型インフルエンザ等まん延防止等重点措置が設けられた。
ただし、新型インフルエンザ等緊急事態宣言及び新型インフルエンザ等まん延防止等重点措置ともにこれまで適用されているのは、全世界で感染が拡大している新型コロナウイルス（COVID-19）に対する措置 のみである。
以下、この記事において法令上の根拠条文を引用する場合は、次のように略記する。
1. 新型インフルエンザ等対策特別措置法・・法　法第45条第1項との記載は、新型インフルエンザ等対策特別措置法第45条第1項を意味する。
2. 新型インフルエンザ等対策特別措置法施行令・・施行令

また、両措置の名称を使用する際は、基本的に以下のように略記する。
1. 新型インフルエンザ等/新型コロナウイルス緊急事態宣言・・・緊急事態宣言・宣言
2. 新型インフルエンザ等/新型コロナウイルスまん延防止等重点措置・・・まん延防止等重点措置・措置
3. 新型インフルエンザ等緊急事態宣言及びまん延防止等重点措置の総称・・・両措置

## 表記・呼称など
緊急事態宣言は、単に緊急事態宣言と呼称する場合が多い（以下、緊急事態宣言と呼称）。緊急事態措置や非常事態宣言などと呼称したりもする。厚生労働省ホームページなどでは、「新型コロナウイルス感染症対策に関する新型コロナウイルス感染症緊急事態宣言等」（しんがたコロナウイルスかんせんしょうたいさくにかんするしんがたコロナウイルスかんせんしょうきんきゅうじたいせんげんとう）にまん延防止等重点措置も集約した名称で呼称されていた。
緊急事態宣言及びまん延防止等重点措置の法文上の正式名称は、新型インフルエンザ等まん延防止等重点措置だが、2021年4月1日に初めて出された際には、新型コロナウイルス感染症まん延防止等重点措置（しんがたコロナウイルスかんせんしょうまんえんぼうしとうじゅうてんそち）の名称で公示された。
単にまん延防止等重点措置と呼称する場合が多い（以下、まん延防止等重点措置と呼称）。交ぜ書きを避け、法文には使われない常用漢字外の漢字「蔓」（まん）を用いて「蔓延防止等重点措置」と書かれることもある。また、「等」（とう）においては、一般的には「など」と読むこともできるが、この名称においては「など」と読まない。「等」は「医療提供体制の整備」の意味合いを含んでいるとされている。
ただし、英語での表記となると、造語のような形になることから、様々な翻訳のされ方があり、決定的な翻訳はない。そのため、様々な言い方・書き方がある。詳細については、後述する。
日本語での略称は当初一部で「マンボウ」（まん防）が使われていたが、後述の問題もあり、政府が「マンボウ（まん防）という名称は使わないでほしい」と報道各社に働きかけたことから、4月中旬以降は「まん延防止措置」、「まん延防止」、「重点措置」、「まん延防止等」 などとマスコミなどで略されている。また、英語での略称についても、日常会話などにおいて存在しているとされる。しかし、いずれにしても略称は人それぞれで、各都道府県知事や、専門家ごとを始めとし、人によって異なりこれ以外にも略称が多数存在 するとみられている。

### 英語表記問題
前述の通り、まん延防止等重点措置には決定的な英語表記はなく、様々な翻訳解釈がされている

。特に、日本にある英語メディアと海外に存在する英語メディアでの翻訳の違いが特に明確である

。例えば、japantimes（ジャパンタイムス）や、Googleがブラウザにて、無料で公開している機械翻訳サービスのGoogle翻訳での『コロナウイルスの拡散を防ぐためのより厳格な措置 / 対策』を意味する、「Stricter measures to prevent the spread of the virus」

や、海外向け放送であるNHKworldでの、『より厳格なCOVID-19（新型コロナウイルス）措置 / 対策』を意味した、「Stricter COVID-19 measures」
「Tighter Covid measures」

が基本の綺麗な翻訳(適切な翻訳)とされ、そのように表されることが多い

、大手メディアのAP通信では、『緊急で部分的な措置』と直訳で意味する（造語の為、正しい翻訳することが難しい）「semi-emergency coronavirus measures」 や、『緊急事態手前の措置』と直訳で意味する「pre-emergency measures」 と表記されることもある。ロイター通信では、『緊急事態宣言前』（暫定翻訳）を意味する「emergency measures」 であったり、『集中的な措置』を意味する「measures focused on specific areas to prevent the spread of the coronavirus」「intensive measures for preventing COVID-19 infection」

という翻訳もすることがあるが、長文であり、意味が捉えづらいためあまり使われない
。
さらに、造語で英語の基本構文（主語＋動詞＋名詞）を崩したような「Stronger COVID-19 Measures in 〇〇 / Request for an announcement of stronger measures to stop the spread of Novel Influenza, etc 」 と訳されることもあるが序列は崩していないため、言葉の意味は理解することが可能である。
首相官邸サイトでは、「疾病の蔓延防止などの優先措置の実施」を意味する「priority measures to prevent the spread of disease」と訳されている。内閣官房新型コロナウイルス感染症対策サイトでは「防止のための優先措置」を意味する「Priority Preventative Measures」と訳されている。政府の日本法令外国語訳データベースシステムの「新型インフルエンザ等対策特別措置法等の一部を改正する法律の概要」の英訳では、「地域に特化したまん延防止措置」を意味する「Area-Focused Intensive Measures for Prevention of the Spread of Infection」と訳されている。
これが、日常会話や略称で表記する際は更に様々な翻訳をすることができる。

### 略称「まん防」
前述の通り、2021年4月にまん延防止等重点措置が初適用となることから、マスコミ報道などでは「まん防」「マンボウ」などと略されて記事に記載されることもあった。この略称は内閣官房新型コロナウイルス感染症対策推進室や厚生労働省など政府内で同年1月頃に略称を検討した結果、「まん防」となったとされる。検討当初では、「まん重（まんじゅう）」も浮上していたという。この略語がにわかに注目され出したのは、同年3月18日の記者会見で新型コロナウイルス対策分科会長の尾身茂が「まん防」とたびたび発言（平坦なイントネーションではなく魚のマンボウと同じイントネーション）したこととされる。このことから、「公の場において専門家の“お墨付き”を得て、人口に膾炙（かいしゃ）していくかに見えた。」と話す専門家もいるほどである。なお、「蔓防」の表記は「蔓」の字が常用漢字外であるため、原則として使用することができない。

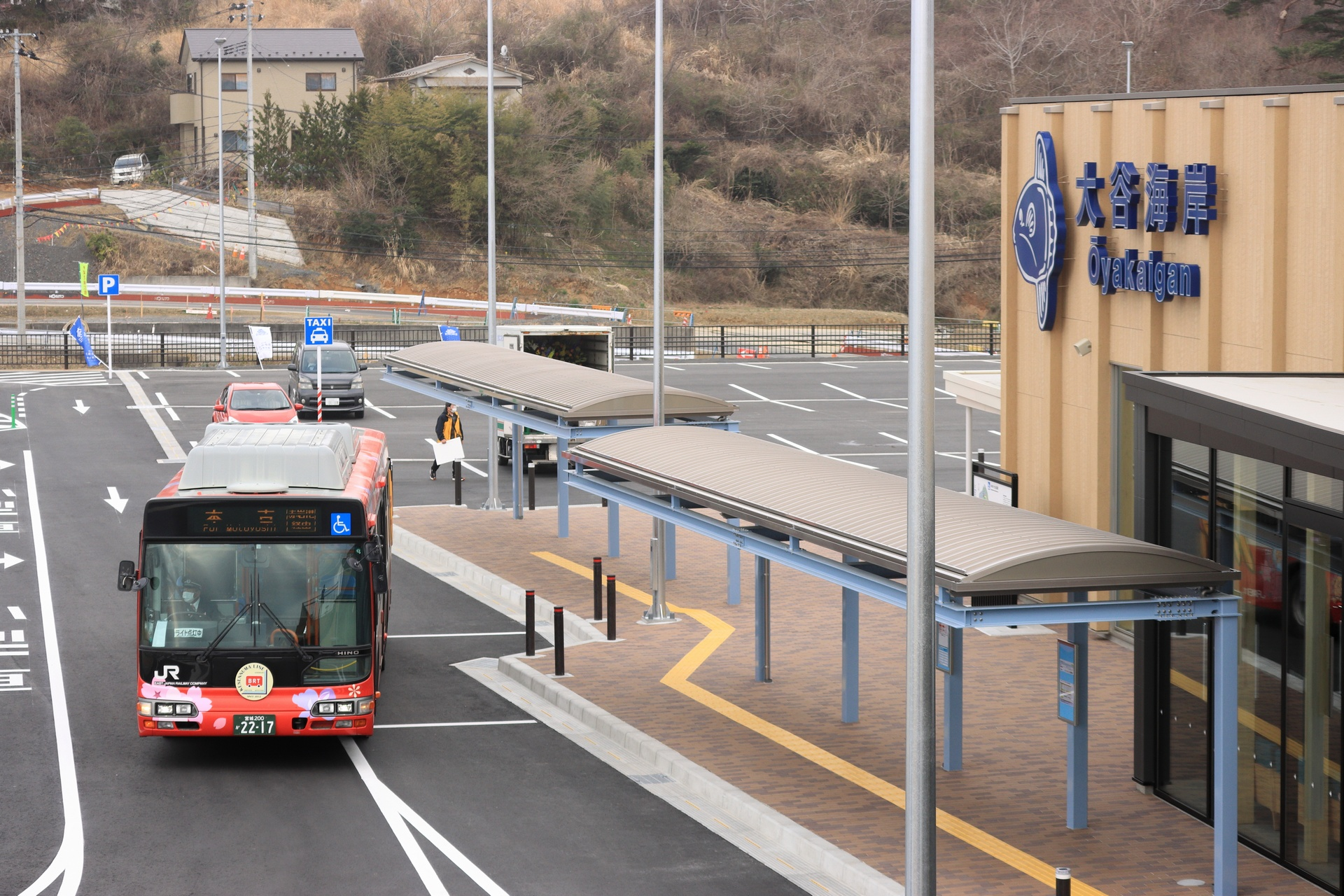
道の駅大谷海岸
壁面にマンボウが掲げられている。

しかし、この略称について、イントネーションの関係もあり、魚の「マンボウ」を連想させ、「危機感や緊迫感にかける」と言った批判的な意見もあり、4月1日の参議院議員運営委員会で西村康稔新型コロナウイルス対策担当大臣が「『まん防』という言い方は基本的に使わないようにしている。ちょっとふざけたような雰囲気もある」と発言する など、閣僚・自治体首長から批判が出ており、たびたび使用していた尾身も「『まん防』という言葉の使い方が適切ではない。『重点措置』の方が良い」と略語を使わないことを表明している。さらに、「まん延防止等重点措置」について、「まん防」と省略することを控える向きが政府、報道に強まっている。語感がゆらゆら泳ぐ魚のマンボウのような緩いイメージを連想させ、「ふざけたような雰囲気がある」という指摘もあった。これに関連して、魚類のマンボウが道の駅大谷海岸のトレードマークになっている宮城県気仙沼市が「（東日本大震災からの）再起を期す道の駅にとってもマイナスイメージとなりかねない」として、同月3日までに、報道各社に向けて「『まん延防止等重点措置』を『まん防』と略すことに慎重になってほしい」と要望する文書を出している。東京都の小池百合子知事も、「まん防」と発言して質問した記者に対し「あの、『まん防』っていう言葉、東京都では使ってないんです。『重点措置』です」と釘を刺している。
しかし、「1度も正確な名称を言っていない。重点施策となったり。」と批判を受ける政府首脳もいるとの報道もされている。実際に、内閣総理大臣や、国務大臣の会見などでも略称を用いていることがある。
略称はユーモラスな姿で人気がある魚のマンボウを連想させるなど、国民に事態の深刻さが伝わりにくい上、政府の姿勢も疑われかねないとの配慮があるようで、そういったこともあるからか、当初は、「まん防」と略していた新聞やテレビなどの表現も「重点措置」「まん延防止措置」の略称に集約されてきている。
その一方で、まん延防止等重点措置に乗じて、江戸時代の作品「疫病除けマンボウ」が和歌山市立博物館で展示が行われるなどの反応もある。

## 緊急事態宣言

### 制定の経緯
全国的かつ急速なまん延により、国民の生活および経済に甚大な影響を及ぼし、またはそのおそれがあるものとして政令で定める要件 に該当する事態となった場合、内閣総理大臣は新型インフルエンザ等緊急事態宣言（しんがたインフルエンザとうきんきゅうじたいせんげん）を発令する。

### 都道府県による独自の宣言
新型インフルエンザ等対策特別措置法に基づく緊急事態宣言は、国（政府対策本部長）が発令を行うが、各都道府県（地方行政）が、感染対策（感染管理）のため、新型インフルエンザ等対策特別措置法に基づくものではない独自の宣言を行うことがある。
独自に宣言を行う要因としては、一部の指標が基準に達しておらず、政府の緊急事態宣言の対象地域に含むことは見送られたり、感染が急拡大していることなどが一因であるが、他の要因もある。また、緊急事態宣言の対象地域に加わる隣接県と歩調を合わせて対策を強化する必要があるとして、発令することもある。また、医療従事者や保健所の職員の心身の疲弊による医療崩壊を防ぐために発令した例もあったりと、感染を封じ込めるため、足並みをそろえるため、エッセンシャルワーカー（社会経済維持に必要な人材）の負担軽減のためなどと様々な要因で発出している。これらの宣言は、新型インフルエンザ等対策特別措置法に基づく緊急事態宣言ではないため、法第45条に規定するような措置は行うことができないが、法第24条第9項に基づく協力要請は可能である。この場合、独自の宣言は必要事項ではないが協力要請の理由付けとして宣言が使われることがある。
また、2021年7月において神奈川県が、国に対して宣言の発出要請をするべく調整していたが、折り合いがつかなかったため
、「神奈川版緊急事態宣言」（かながわばんきんきゅうじたいせんげん）を出している

。
ただ、都道府県ごとの独自宣言の場合は名称が異なることがあり、三重県では「緊急警戒宣言」（きんきゅうけいかいせんげん）と呼称された。
また市町村レベルでの、独自宣言が発出された事もある。2021年1月から2月にかけて、栃木県宇都宮市が独自に発出した「宇都宮市新型コロナウイルス感染症緊急事態宣言」がこれに該当する。休業要請も含むが、内容は「県の要請に応じて営業時間の短縮にご協力ください。」であり、宇都宮市独自の要請ではない。
民間団体が独自で宣言することもあり、栃木県では「栃木県医療緊急事態宣言」（とちぎげんいりょうきんきゅうじたいせんげん）が栃木県医師会独自で宣言されている。
しかし、これら民間団体の独自の宣言は、当然ながら強制力を伴わない　また、これらは、新型コロナウイルス等まん延防止等重点措置と併用されることがある。

## 法律上可能な措置
新型インフルエンザ等緊急事態においては、以下の措置が可能である。この下記の措置のなかでも過料の制裁がある命令が可能なものは一部である。実際の適用状況については、下記の緊急事態宣言の実施状況を参照。
個人の自由や権利の制限 につながるおそれもあることから、法の制定の時点で、日本弁護士連合会や日本ペンクラブが2012年3月に本法への反対声明を出すなど、慎重な運用を求める声もあった。なお、第5条において、国民の自由と権利の制限は必要最小限のものでなければならないと定められている。また、法の制定の時に、野党であった自民党の要求で緊急事態宣言を恣意的に行わないことなどを求める附帯決議（衆議院11項目、参議院19項目）が、衆参の内閣委員会にて付けられている。

### 都道府県警察及び都道府県の教育委員会に対する要請
- 法第24条第7項は、都道府県対策本部長（知事）は、都道府県警察及び都道府県の教育委員会に対し、新型インフルエンザ等対策を実施するため必要な限度において、必要な措置を講ずるよう求めることができると規定している。

学校の一斉休校に関しては、多くの子どもたちや教員が日常的に長時間集まることによる感染リスクにあらかじめ備えるためとして、全国すべての小学校、中学校、高等学校、特別支援学校について2020年3月2日から6月7日まで臨時休業を行っており、これは2020年2月27日の安倍晋三首相の要請に基づくであった が、内閣総理大臣がこの要請を行うことできるとする規定は、新型インフルエンザ等対策特別措置法を含め法律上なく、法的には首相の法的根拠に基づかない要請により、学校を管理する地方自治体の教育委員会や（私立の場合）学校の個別の判断により行われた。

### 住民に対する対策の実施に関し必要な協力の要請（拘束力なし）
- 法第24条第9項は、対策の実施に関し必要な協力の要請を公私の団体又は個人に対し行うことができるとしており、外出制限要請、興行場、催物等の制限等がされた場合の、制限に反しないことの要請がされている。
  - 法45条1項に基づく外出制限要請については、下記の「外出に対する措置」を参照。

住民に対する予防接種（ワクチン接種/※「COVID-19ワクチン」も参照）の実施（国による必要な財政負担）については、新型インフルエンザ等対策特別措置法に基づくものではなく、予防接種法附則第7条に基づき「まん延予防上緊急の必要があると認めるとき」に行われるものであり、緊急事態の発令中に限定されない。

### 外出に対する措置（拘束力なし）
- 都道府県知事は住民に対し、生活の維持に必要な場合を除き外出の停止を要請できる（法45条1項）[3]。
- 要請の期間は、新型インフルエンザ等対策特別措置法の新型インフルエンザ発生後の制定当時は、最初の1-2週間が目安とされていた[53]。しかし2020年に、新型コロナウイルス感染症に対して発動された際は、これを超える最大50日近い期間が対象になった。さらに2021年には沖縄県においては、5月23日から同9月30日まで4か月以上対象となった。

### 施設に対する措置
- 多数の者が利用する施設（学校、社会福祉施設、建築物の床面積の合計が1,000平方メートルを超える劇場、映画館、体育館、ショッピングセンター、飲食店、喫茶店等[注釈 2]などにより）の使用制限・停止または催物の開催の制限・停止を要請することができる（法第45条第2項[3] 及び施行令第11条）。
- 正当な理由がないのに要請に応じないときは、特に必要があると認めるときに限り、要請に係る措置を講ずべきことを命令できる（拘束力あり）。この命令に違反した場合は、30万円以下の過料に処される（第79条）[注釈 3][3]。

休業要請等は事例が極めて多く、詳細は「新型インフルエンザ等対策特別措置法に基づく休業」で扱っている。

### 医療に対する措置
- 都道府県知事は、病院その他の医療機関が不足し、医療の提供に支障が生ずると認める場合に医療提供体制の確保（臨時の医療施設等）しなければならない（法第31条の2[3]）。
  - 臨時の医療施設は、2021年の改正で政府対策本部の設置の段階で可能になったが、臨時の医療施設を開設するため、土地や建物を権利者の同意なしに強制使用[注釈 4]することは、緊急事態宣言がされている間に限り可能である（法第49条[3]）。

実際に、2021年8月23日16時57分ごろに、医療提供体制が一段と厳しくなっているとして、感染症の予防及び感染症の患者に対する医療に関する法律第16条の2第1項に基づき、都内すべての医療機関や診療所、医療従事者（“全ての医療機関”のため、発熱外来だけでなく、整形外科や産婦人科なども含まれる）に対し、入院患者の最大限の受け入れやさらなる病床の確保、宿泊療養施設などへの派遣について、国と東京都が連名で協力を要請している。
また厚生労働省は、2021年8月25日、「現下の感染急拡大を踏まえた臨時の医療施設の設置の推進について」と題する事務連絡を都道府県、保健所設置市、特別区に送付した。

### 物資輸送・売渡しに対する措置
- 緊急物資の運送の要請・指示（法第54条[3]）。
- 医薬品、食品その他の政令で定める物資[注釈 5]の売渡しの要請・収用（法第55条第1項[3]）。
- 都道府県知事等は、新型インフルエンザ等の対応に必要な物資の売り渡しを業者に要請することができ、不当に応じない場合は強制収用[注釈 6]することも可能である（法第55条第2項及び第3項[3]）。
- また、不当に売り渡しに応じなかった業者に対して、罰則の適用がある（法第76第1項[3]）。
- 法第49条に基づく使用、法第55条に基づく収用の場合は「通常生ずべき損失を補償」が必要になる（法第62条第1項[3]）。

### 葬儀に対する措置
- 埋葬・火葬の特例（墓地、埋葬等に関する法律（墓埋法）による、市町村長の火葬許可証のない状態での火葬の許容）[注釈 7]（法第56条[3]、施行令第15条によって準用する武力攻撃事態等における国民の保護のための措置に関する法律（国民保護法）施行令第34条）

### その他の行政上の措置
これらの規定は、緊急事態だから適用できるというものではなく、緊急事態において発生するおそれのある事態についてすでにある法律の的確な運用を求めるものである。
- 生活関連物資等の価格の安定（国民生活安定緊急措置法等の的確な運用）（法第59条[3]）
- 行政上の申請期限の延長等（法第59条[3] による特定非常災害の被害者の権利利益の保全等を図るための特別措置に関する法律（特定非常災害特別措置法、平成8年法律第85号）の準用）
- 政府関係金融機関等による融資 等（法第60条[3]）

## 緊急事態宣言の実施状況に関する報告
2020年6月4日に内閣官房は、新型コロナウイルス感染症緊急事態宣言の実施状況に関する報告として同年4月7日から同年5月25日までの、全国の緊急事態宣言の実施状況実施状況の取りまとめを初めて公表した。これは、新型インフルエンザ等対策特別措置法の一部を改正する法律案に対する附帯決議（衆議院内閣委員会、参議院内閣委員会）に基づくものとされている。同様な報告は、2021年10月8日に、2021年1月8日から同年3月21日までの期間及び2021年4月25日から同年9月30日までの期間の緊急事態宣言についてもされている。

## 緊急事態宣言の実施状況
緊急事態宣言の実施状況について、内閣官房の国会への報告に基づき、上記の法律上可能な措置に概ね対応させて記述する。回次番号は同報告にあわせる：
- 第1回（2020年4月7日から同年5月25日まで）
- 第2回（2021年1月8日から同年3月21日まで）
- 第3回（2021年4月25日から同年9月30日まで）

### 都道府県警察及び都道府県の教育委員会に対する求め
- 第1回において、法第24条第7項に基づき、埼玉県・大阪府は、府県の教育委員会に対し、府県立学校の休業等を求めた。府県警察に対し、詐欺事件等に対する広報啓発活動の強化等を求めた。
- 第2回及び第3回において、法第24条第7項に基づき、埼玉県は、県の教育委員会に対し、県立学校の感染防止対策の徹底等を求めた。

### 外出の自粛の協力要請
- 第1回において、法第24条第9項に基づき、青森県・岩手県・宮城県・山形県・福島県・栃木県・富山県・福井県・山梨県・静岡県・三重県・滋賀県・奈良県・和歌山県・鳥取県・島根県・岡山県・徳島県・香川県・愛媛県・高知県・佐賀県・熊本県・大分県・鹿児島県は、外出の自粛の協力要請を実施した。更に法第45条第1項に基づき、全都道府県は、外出の自粛の協力要請を実施した。
- 第2回及び第3回において、法第45条第1項に基づき、緊急事態宣言の対象となった全ての都道府県は、外出の自粛の協力要請を実施した。

### 催物の開催制限等の協力要請
- 第1回において、法第24条第9項に基づき、全都道府県は、催物の開催制限等の協力要請を実施した。
- 第2回及び第3回において、法第24条第9項に基づき、緊急事態宣言の対象となった全ての都道府県は、催物の開催制限等の協力要請を実施した。

### 施設の使用制限等の協力要請
- 第1回において、法第24条第9項に基づき、岡山県・徳島県を除く都道府県は、施設の使用制限等の協力要請を実施した。
- 第2回及び第3回において、法第24条第9項に基づき、緊急事態宣言の対象となった全ての都道府県は、施設の使用制限等の協力要請を実施した。

### 施設の使用制限等の要請・指示・命令及び公表
- 第1回において、法第45条第2項及び第4項に基づき、北海道・宮城県・茨城県・栃木県・群馬県・埼玉県・千葉県・東京都・神奈川県・新潟県・石川県・長野県・愛知県・京都府・大阪府・兵庫県・鳥取県・島根県・広島県・山口県・福岡県は、施設の使用制限等の要請及び公表を実施し、法第45条第3項及び第4項に基づき、千葉県・神奈川県・新潟県・兵庫県・福岡県は、施設の使用制限等の指示及び公表を実施した。
- 第2回において、法第45条第2項に基づき、埼玉県・千葉県・東京都・神奈川県・愛知県は、施設の使用制限等の要請を実施し、法第45条第3項に基づき、東京都は、施設の使用制限等の命令を実施した。
- 第3回において、法第45条第2項に基づき、緊急事態宣言の対象となった全ての都道府県は、施設の使用制限等の協力要請を実施し、法第45条第2項に基づく、施設の使用制限等の命令及び法第45条第44に基づく公表を、宮城県、茨城県、栃木県、群馬県、埼玉県、千葉県、東京都、神奈川県、岐阜県、愛知県、京都府、大阪府、兵庫県、岡山県、広島県、福岡県、沖縄県が実施した。

### 医療に対する措置
- 第1回において、法第24条第1項に基づき、大阪府は、関係市町村等に対し、病床の確保を要請した。
- 第1回において、法第48条第1項に基づき、北海道・神奈川県・石川県・福井県・愛知県・長崎県・沖縄県は、臨時の医療施設を開設した。
- 第2回において、法第38条の2第1項（2021年2月施行の改正前は法第48条第1項）に基づき、千葉県、東京都、神奈川県は、臨時の医療施設を開設した。
- 第3回において、法第38条の2第1項（2021年2月施行の改正前は法第48条第1項）に基づき、北海道、茨城県、栃木県、埼玉県、千葉県、東京都、神奈川県、岐阜県、静岡県、滋賀県、京都府、大阪府、岡山県、広島県、福岡県、沖縄県は、臨時の医療施設を開設した。

### 物資輸送・売渡しに対する措置
- 緊急物資の運送の要請・指示、医薬品、食品の売渡しの要請・収用は、実際の適用はされていない。

### 葬儀に対する措置
- 埋葬・火葬の特例は、実際の適用はされていない。

### 水の安定的な供給
- 第1回から第3回までにおいて、法第52条第2項による水の安定的な供給は、水道事業者である全ての関係都道府県及び市町村において実施された。

### その他の行政上の措置
内閣官房の国会への報告では、特に言及していないが、国民生活安定緊急措置法に基づき、2020年3月から8月にかけて、衛生マスク、消毒等用アルコールの転売禁止措置が取られている。

## まん延防止等重点措置

### 制定の経緯
不明瞭で具体的な対策が見えないとされていた政府の新型コロナウイルス感染拡大防止対策の実効性の向上と新型インフルエンザ等緊急事態宣言（単に緊急事態宣言とも）に至らない段階での感染拡大を抑止することとともに、「緊急事態宣言などといった、厳しすぎる内容では経済が止まってしまう」という意見が相次いだことから、経済への影響を最小限にしつつも感染拡大を防止すること目的とした新型インフルエンザ等対策特別措置法、感染症の予防及び感染者の患者に対する医療に関する法律（感染症法）、検疫法を改正する、新型インフルエンザ等対策特別措置法等の一部を改正する法律が、2021年2月3日の参議院本会議で自由民主党、公明党の与党両党と立憲民主党など野党の賛成多数で可決、成立し、令和3年2月3日法律第5号として公布された（施行は2月13日）。この改正により、新型インフルエンザ等まん延防止等重点措置（しんがたインフルエンザとうまんえんぼうしとうじゅうてんそち）が新設された。

## 緊急事態宣言及びまん延防止等重点措置に共通する事項

### 発令基準

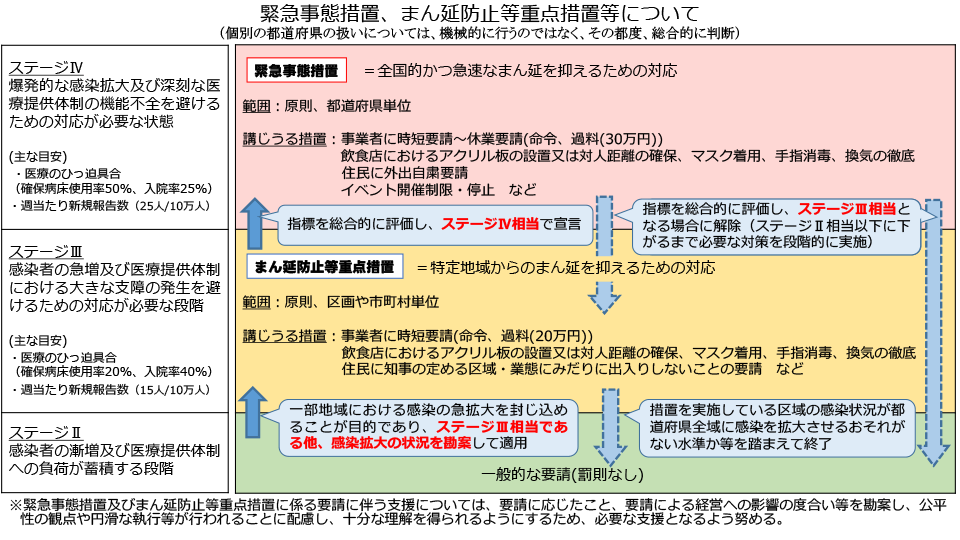
下記の表を分かりやすくまとめたもの。基準をさらに詳しく解説。

緊急事態宣言及びまん延防止等重点措置ともにあらかじめ学識経験者や専門家の意見を聴いた上で行うこととし、緊急事態宣言は国が定めた感染拡大の指標 である4段階の警戒レベルのうち、上から1番目に当たる「ステージ4」相当で適用し、まん延防止等重点措置は上から2番目に当たる「ステージ3」相当で適用する。具体的には、公示を行う前に政府が発令区域などを基本的対処方針分科会 に諮り、発令を決定している。
さらには、まん延防止等重点措置は、宣言発令前の地域のほか緊急事態宣言解除後の地域も対象になりうる。実例として2021年6月21日に緊急事態宣言が解除された北海道、東京都、愛知県、大阪府、兵庫県、京都府、福岡県の1都1道2府3県がまん延防止等重点措置の対象地域とされている。
また、急速な感染の拡大の兆しがわずかにでも見られるものの、実際に感染が拡大していない場合（ステージ2相当）でもまん延防止等重点措置を適用する可能性があるとしている。　
政府は、緊急事態宣言を出す前の予防的な措置、感染拡大を一定程度防ぐための措置としてまん延防止等重点措置適用を目指すとみられている。
ただし、法第31条の4第6項に基づく都道府県知事からの発令要請を受けた場合は、要請を最大限尊重して、速やかに検討するとともに、要請に応じない場合は、要請を行った都道府県知事に対し、その趣旨と理由を示すことが、国会の付帯決議で求められている。
| 警戒レベル              | 疫学状況                               | 医療提供体制                       | 措置の目安               | 措置解除の目安                |
| ----------------------- | -------------------------------------- | ---------------------------------- | ------------------------ | ----------------------------- |
| ステージIV（感染爆発）  | 感染者が爆発的に増加(オーバーシュート) | 医療崩壊･破綻･医療的措置継続不能   | 緊急事態宣言相当         | 解除は不可能                  |
| ステージIII（感染急増） | 感染者が急激に増加                     | 医療体制の逼迫(地方での崩壊･破綻)  | まん延防止等重点措置相当 | 緊急事態宣言解除検討･解除相当 |
| ステージII（感染漸増）  | 感染者が徐々に増加                     | 医療体制への負担増加(地方での逼迫) | まん延防止等重点措置相当 | 緊急事態宣言解除相当          |
| ステージI（感染散発）   | 感染者が散発的に発生                   | 通常医療体制(地方での負担増加)     | その他                   | まん延防止等重点措置解除相当  |
| ステージ0（感染収束）   | 感染者が収束傾向に向かっている         | 通常医療体制                       | 参考として記載           |                               |

### 発令エリア
緊急事態宣言は、都道府県単位で発令されている ものの、新型インフルエンザ等対策特別措置法の規定 では、緊急事態宣言を都道府県単位で発令しなければいけないという規定はなく、かえって第38条第1項は「その区域の全部又は一部が第三十二条第一項第二号に掲げる区域内（編注 緊急事態措置を適用する区域のこと）にある市町村」と規定し 市町村の一部について発令されることを想定した規定をおいており、都道府県単位で発令したのはあくまで運用の話である。また実際の適用においても2021年の緊急事態宣言の対象になった北海道は、「全道を緊急事態措置の対象とし、特定措置区域については、より一層の強い対策を行う。」とし、法第45条による酒類を提供する飲食店の休業 は、特定措置区域（札幌市、江別市、千歳市、恵庭市、北広島市、石狩市、当別町、新篠津村、小樽市、旭川市）にとどめるなど道内で一律でない適用をしている。
まん延防止等重点措置も、政府によるまん延防止等重点措置を実施する範囲をどのようなものにするか新型インフルエンザ等対策特別措置法の規定 には明示がないが、実際には都道府県単位で行われている。さらに「都道府県知事が定める期間及び区域において必要な措置を講ずるよう要請することができる。」（第31条の6第1項　要約）ため政府が対象とした都道府県の知事が、市区町村など特定の地域を限定して措置を行うことができ、政府が目指している、より限定的・集中的な措置とすることができる。ただし、まん延防止等重点措置も、都道府県の全自治体を対象に措置を行うことを、新型インフルエンザ等対策特別措置法の規定 では、禁止されていないので、まん延防止等重点措置を都道府県単位で適用することは法的に可能である。実際には、政府の基本的対処方針 において、「都道府県知事は、区域を指定するに当たって市町村単位や一定の区画を原則とする」とされていることから、神奈川県が2021年7月22日～8月1日の間、神奈川県の全市町を対象とし、清川村以外の全自治体を対象にした事例 などはあるが、完全に全自治体を対象に事例は2020年末まではなかった。
2022年1月にまん延防止等重点措置が、沖縄県に適用された際、県内全域を対象とした。更に広島県は、1月9日の適用開始時点で10市3町が対象としていたものを、1月14日に県内全域に対象を拡大した。
まん延防止等重点措置が、2021年1月21日から東京都と12県に拡大された際には、群馬県、埼玉県、千葉県、東京都、神奈川県、新潟県、岐阜県、熊本県において、管内の全市区町村を対象とし、1月21日現在でまん延防止等重点措置区域とされた1都15県のうち過半を超える1都9県で全域が対象となった。長崎県は、1月21日の適用開始時点で長崎市と佐世保市のみが対象としていたものを、1月26日（休業要請は1月28日から適用）に県内全域に対象を拡大した。
1月27日より1道2府15県にまん延防止等重点措置の適用を追加することになった際、青森県、山形県、福島県を除く、1道2府12県、北海道、茨城県、栃木県、石川県、長野県、静岡県、京都府、大阪府、兵庫県、島根県、岡山県、福岡県、佐賀県、大分県及び鹿児島県において全域が対象となった。その結果、2022年1月27日現在で、まん延防止等重点措置区域とされた1都1道2府30県のうち7県を除く1都1道2府23県で全域が対象とされた。更に、1月30日から福島県が、それまで福島市等5市だった適用範囲を、県内全域に拡大し、1月31日から三重県が、それまで尾鷲市・北牟婁郡紀北町・熊野市・南牟婁郡御浜町・紀宝町以外の全市町村としていたものを県内全域に拡大し、当初、岩国市、和木町について1月31日まで対象としていた山口県は、適用期間を2月20日まで延長すると同時に、全域を対象に拡大した。2022年2月2日より香川県は、唯一適用を行っていなかった香川郡直島町にまん延防止等重点措置の適用とすることとし、適用範囲を県内全域にした。これにより2022年2月2日以降では、まん延防止等重点措置区域とされた1都1道2府30県のうち3県を除く1都1道2府27県で全域が対象とされた。2022年2月5日より和歌山県にまん延防止等重点措置の適用を追加することになった際、適用範囲を県内全域にした。これにより2022年2月5日以降では、まん延防止等重点措置区域とされた1都1道2府31県のうち3県を除く1都1道2府28県で全域が対象とされた。2022年2月7日から沖縄県は、それまで県内全域を対象としていたものを、宮古地域 ２市村（宮古島市、宮古郡多良間村）について解除することとしたため、2022年2月7日以降では、まん延防止等重点措置区域とされた1都1道2府31県のうち4県を除く1都1道2府27県で全域が対象とされる。2022年2月12日より愛知県は、唯一適用を行っていなかった北設楽郡東栄町にまん延防止等重点措置の適用とすることとし、適用範囲を県内全域にした。また同日より高知県にまん延防止等重点措置の適用を追加することになった際、適用範囲を県内全域にした。これにより2022年2月12日以降では、まん延防止等重点措置区域とされた1都1道2府32県のうち3県を除く1都1道2府29県で全域が対象とされた。
このように、2021年とは対照的に、2022年においてまん延防止等重点措置区域とされた都道府県のほとんどにおいて全域を対象として理由について網羅的な分析は確認できないが、当初、2町村を対象外としその後全域適用となった愛知県では、自治体別に、人口10 万人・1 週間当たりの新規陽性者数がレベル 2（15 人）以上であるとの基準を明示しており、この指標が当初下回っていた2町村においても新規陽性者数が基準を上回ることにより範囲の拡大を行ったとしており、感染の全域における拡大が要因であることを示している。
逆に市町村より更にせまい範囲に限定した例は、2022年2月14日現在で、2021年8月27日から9月12日までまん延防止等重点措置の対象になった佐賀県が「旧唐津市」を対象にした事例が唯一である。

### 発令手続
新型インフルエンザ等緊急事態宣言は、政府対策本部長が新型インフルエンザ等緊急事態措置を実施すべき期間（2年以内、1年以内の延長可能）、新型インフルエンザ等緊急事態措置を実施すべき区域等を公示し、国会に報告しなくてはならない。
これに対し、まん延防止等重点措置では、政府対策本部長は、新型インフルエンザ等まん延防止等重点措置を実施すべき期間（6月以内、延長は回数無制限で可能）及び新型インフルエンザ等まん延防止等重点措置を実施すべき区域を公示するが（法第31条の4)、国会への報告は法定されていない。ただし、新型インフルエンザ等対策特別措置法を審議した衆議院内閣委員会（2021年（令和3年）2月1日）及び参議院内閣委員会（同月4日）それぞれの附帯決議（参議院内閣委員会、衆議院内閣委員会）において国会への速やかな報告が求められており、決議後、担当大臣は「その趣旨を十分尊重してまいりたい」と発言している。ただし、附帯決議に基づく報告は法的拘束力があるわけではなく、それぞれの俗にいう任意のものとなっている。しかし、今までの発令の実例から見ると、全て付帯決議に基づく国会への報告がなされている。

### 発令期間
緊急事態宣言は2年以内の発令が可能だが、まん延防止等重点措置では、6カ月以内での発令が可能である。また、緊急事態宣言では、合計1年を超えない範囲で複数回延長することができるが、まん延防止等重点措置は、何回でも延長することが可能となっていて、実質上、緊急事態宣言よりも強い措置ともいえるという見解がある。

### 発令事例
緊急事態宣言及びまん延防止等重点措置は、相互に切り替えがされることもあり、統一的に時系列で記述する。

#### 2020年4月 - 5月

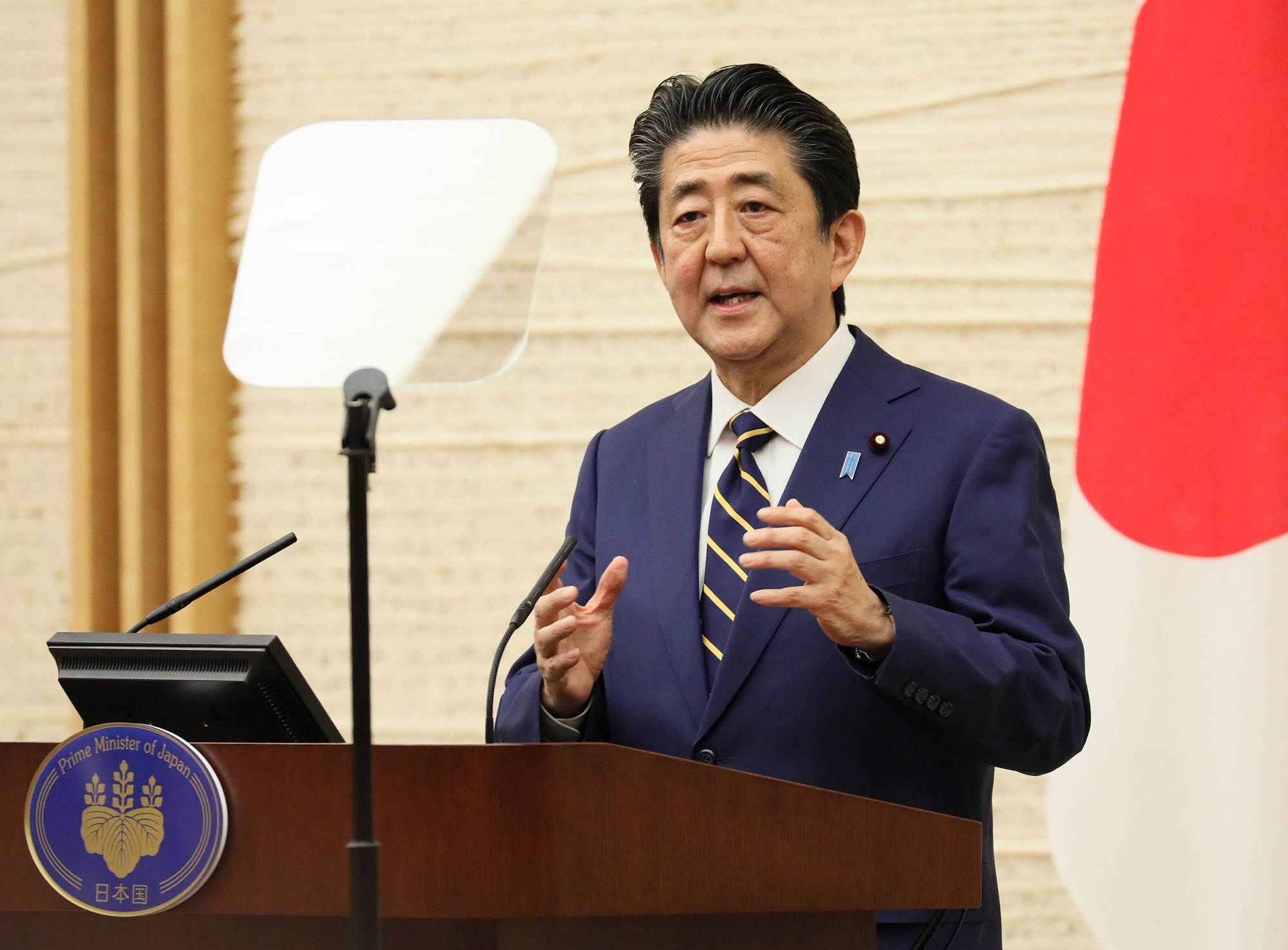
緊急事態宣言発出に際して会見する内閣総理大臣安倍晋三（2020年4月7日、総理大臣官邸にて）

2020年4月7日17時45分、新型コロナウイルス感染症（COVID-19）の全国的かつ急速なまん延による国民生活及び国民経済に甚大な影響を及ぼすおそれがある事態が発生したと判断したとして、本法32条1項に基づく緊急事態宣言を発令。19時より国民向け記者会見（NHK（日本放送協会）・民放各局によるテレビ・ラジオ放送及びYouTube Live・ニコニコ生放送によるライブストリーミング配信にて生中継）を行った後、同日付官報特別号外第44号 において、「新型コロナウイルス感染症緊急事態宣言に関する公示」として公示された。
4月7日時点での緊急事態措置を実施すべき期間は、2020年4月7日から同5月6日まで。緊急事態措置を実施すべき区域は、埼玉県・千葉県・東京都・神奈川県・大阪府・兵庫県及び福岡県の区域とされた。
4月7日より後、対象外とされた愛知県や京都府など、自治体独自で緊急事態宣言 を行う自治体が見られた事と、各地で感染者の急増が止まらない状況を鑑み、同年4月16日、緊急事態措置を実施すべき区域が全都道府県の区域に拡大された。緊急事態措置を実施すべき期間については、既指定の7都府県を除いては、2020年4月16日から同5月6日までとされた（「新型コロナウイルス感染症緊急事態宣言に関する公示の全部を変更する公示」同年4月16日付官報特別号外第50号）。
4月7日より後、対象外とされた愛知県や京都府など、自治体独自で緊急事態宣言を行う自治体が見られた事と、各地で感染者の急増が止まらない状況を鑑み、同年4月16日、緊急事態措置を実施すべき区域が全都道府県の区域に拡大された。緊急事態措置を実施すべき期間については、既指定の7都府県を除いては、2020年4月16日から同5月6日までとされた（「新型コロナウイルス感染症緊急事態宣言に関する公示の全部を変更する公示」同年4月16日付官報特別号外第50号）。
政府の新型コロナウイルス感染症対策の基本的対処方針によると、4月16日の全都道府県の区域に拡大について、北海道、茨城県、石川県、岐阜県、愛知県、京都府については、4月7日に指定された7都府県と同程度にまん延が進んでいるとして緊急事態措置を実施すべき区域に加えるとし、それ以外の県については「全都道府県が足並みをそろえて感染拡大防止の取組が行われることが必要である」との理由としている。
政府の新型コロナウイルス感染症対策の基本的対処方針は、当初の7都府県及び同程度にまん延が進んでいるとした北海道、茨城県、石川県、岐阜県、愛知県、京都府の13都道府県を総称して、以下「特定警戒都道府県」とし、緊急事態措置として外出自粛等を求めるものとしている。
2020年5月4日、「当面、新規感染者を減少させる取組を継続する必要があるほか、地域や全国で再度感染が拡大すれば、医療提供体制への更なる負荷が生じるおそれもある」 として、緊急事態措置を実施すべき期間が、全都道府県を対象に、2020年5月31日まで延長された（「新型コロナウイルス感染症緊急事態宣言に関する公示の全部を変更する公示」同年5月4日付官報特別号外第58号）。
2020年5月14日、「感染状況の変化等について分析・評価を行い、後述する考え方を踏まえて総合的に判断」 として、北海道、埼玉県、千葉県、東京都、神奈川県、京都府、大阪府及び兵庫県は宣言を継続し、他の39県については緊急事態措置を解除した（「新型コロナウイルス感染症緊急事態宣言に関する公示の全部を変更する公示」同年5月14日付官報特別号外第63号）。
続いて5月21日、京都府、大阪府、兵庫県の緊急事態措置を解除（「新型コロナウイルス感染症緊急事態宣言に関する公示の全部を変更する公示」同年5月21日付官報特別号外第66号）。
最後に残された関東1都3県（埼玉県、千葉県、東京都、神奈川県）及び北海道も、5月25日、「改めて感染状況の変化等について分析・評価を行い、「区域判断にあたっての考え方」を踏まえて総合的に判断」 として、緊急事態措置を実施する必要がなくなったと認め、緊急事態が終了した旨を宣言した（「新型コロナウイルス感染症緊急事態解除宣言に関する公示」同年5月25日付官報特別号外第68号）。
| 対象     | 期間                        | 発令事由                 | 解除事由                    | 備考             |
| -------- | --------------------------- | ------------------------ | --------------------------- | ---------------- |
| 千葉県   | 2020年4月7日-2020年5月25日  | 急速な感染拡大           | 緊急事態宣言の目安下回る    | 特定警戒都道府県 |
| 神奈川県 | 2020年4月7日-2020年5月25日  | 急速な感染拡大           | 緊急事態宣言の目安下回る    | 特定警戒都道府県 |
| 埼玉県   | 2020年4月7日-2020年5月25日  | 急速な感染拡大           | 緊急事態宣言の目安下回る    | 特定警戒都道府県 |
| 東京都   | 2020年4月7日-2020年5月25日  | 急速な感染拡大           | 緊急事態宣言の目安下回る    | 特定警戒都道府県 |
| 大阪府   | 2020年4月7日-2020年5月21日  | 急速な感染拡大           | 感染者の減少･重症者の減少   | 特定警戒都道府県 |
| 兵庫県   | 2020年4月7日-2020年5月21日  | 急速な感染拡大           | 感染者の減少･重症者の減少   | 特定警戒都道府県 |
| 福岡県   | 2020年4月7日-2020年5月14日  | 急速な感染拡大           | 感染者の減少                | 特定警戒都道府県 |
| 北海道   | 2020年4月16日-2020年5月25日 | 全国的な感染の急速な拡大 | 緊急事態宣言の目安下回る    | 特定警戒都道府県 |
| 京都府   | 2020年4月16日-2020年5月21日 | 全国的な感染の急速な拡大 | 感染者の減少･医療体制の確保 | 特定警戒都道府県 |
| 茨城県   | 2020年4月16日-2020年5月14日 | 全国的な感染の急速な拡大 | 感染者数の減少              | 特定警戒都道府県 |
| 石川県   | 2020年4月16日-2020年5月14日 | 全国的な感染の急速な拡大 | 感染者数の減少              | 特定警戒都道府県 |
| 岐阜県   | 2020年4月16日-2020年5月14日 | 全国的な感染の急速な拡大 | 感染者数の減少              | 特定警戒都道府県 |
| 愛知県   | 2020年4月16日-2020年5月14日 | 全国的な感染の急速な拡大 | 感染者数の減少              | 特定警戒都道府県 |
| 宮城県   | 2020年4月16日-2020年5月14日 | 全国的な感染の急速な拡大 | 感染者数の減少              |                  |
| 山形県   | 2020年4月16日-2020年5月14日 | 全国的な感染の急速な拡大 | 感染者数の減少              |                  |
| 福島県   | 2020年4月16日-2020年5月14日 | 全国的な感染の急速な拡大 | 感染者数の減少              |                  |
| 青森県   | 2020年4月16日-2020年5月14日 | 全国的な感染の急速な拡大 | 感染者数の減少              |                  |
| 群馬県   | 2020年4月16日-2020年5月14日 | 全国的な感染の急速な拡大 | 感染者数の減少              |                  |
| 栃木県   | 2020年4月16日-2020年5月14日 | 全国的な感染の急速な拡大 | 感染者数の減少              |                  |
| 長野県   | 2020年4月16日-2020年5月14日 | 全国的な感染の急速な拡大 | 感染者数の減少              |                  |
| 新潟県   | 2020年4月16日-2020年5月14日 | 全国的な感染の急速な拡大 | 感染者数の減少              |                  |
| 山梨県   | 2020年4月16日-2020年5月14日 | 全国的な感染の急速な拡大 | 感染者数の減少              |                  |
| 静岡県   | 2020年4月16日-2020年5月14日 | 全国的な感染の急速な拡大 | 感染者数の減少              |                  |
| 秋田県   | 2020年4月16日-2020年5月14日 | 全国的な感染の急速な拡大 | 感染者数の減少              |                  |
| 富山県   | 2020年4月16日-2020年5月14日 | 全国的な感染の急速な拡大 | 感染者数の減少              |                  |
| 福井県   | 2020年4月16日-2020年5月14日 | 全国的な感染の急速な拡大 | 感染者数の減少              |                  |
| 岩手県   | 2020年4月16日-2020年5月14日 | 全国的な感染の急速な拡大 | 感染者数の減少              |                  |
| 滋賀県   | 2020年4月16日-2020年5月14日 | 全国的な感染の急速な拡大 | 感染者数の減少              |                  |
| 三重県   | 2020年4月16日-2020年5月14日 | 全国的な感染の急速な拡大 | 感染者数の減少              |                  |
| 奈良県   | 2020年4月16日-2020年5月14日 | 全国的な感染の急速な拡大 | 感染者数の減少              |                  |
| 和歌山県 | 2020年4月16日-2020年5月14日 | 全国的な感染の急速な拡大 | 感染者数の減少              |                  |
| 鳥取県   | 2020年4月16日-2020年5月14日 | 全国的な感染の急速な拡大 | 感染者数の減少              |                  |
| 島根県   | 2020年4月16日-2020年5月14日 | 全国的な感染の急速な拡大 | 感染者数の減少              |                  |
| 岡山県   | 2020年4月16日-2020年5月14日 | 全国的な感染の急速な拡大 | 感染者数の減少              |                  |
| 広島県   | 2020年4月16日-2020年5月14日 | 全国的な感染の急速な拡大 | 感染者数の減少              |                  |
| 山口県   | 2020年4月16日-2020年5月14日 | 全国的な感染の急速な拡大 | 感染者数の減少              |                  |
| 香川県   | 2020年4月16日-2020年5月14日 | 全国的な感染の急速な拡大 | 感染者数の減少              |                  |
| 徳島県   | 2020年4月16日-2020年5月14日 | 全国的な感染の急速な拡大 | 感染者数の減少              |                  |
| 愛媛県   | 2020年4月16日-2020年5月14日 | 全国的な感染の急速な拡大 | 感染者数の減少              |                  |
| 高知県   | 2020年4月16日-2020年5月14日 | 全国的な感染の急速な拡大 | 感染者数の減少              |                  |
| 佐賀県   | 2020年4月16日-2020年5月14日 | 全国的な感染の急速な拡大 | 感染者数の減少              |                  |
| 長崎県   | 2020年4月16日-2020年5月14日 | 全国的な感染の急速な拡大 | 感染者数の減少              |                  |
| 大分県   | 2020年4月16日-2020年5月14日 | 全国的な感染の急速な拡大 | 感染者数の減少              |                  |
| 鹿児島県 | 2020年4月16日-2020年5月14日 | 全国的な感染の急速な拡大 | 感染者数の減少              |                  |
| 熊本県   | 2020年4月16日-2020年5月14日 | 全国的な感染の急速な拡大 | 感染者数の減少              |                  |
| 宮崎県   | 2020年4月16日-2020年5月14日 | 全国的な感染の急速な拡大 | 感染者数の減少              |                  |
| 沖縄県   | 2020年4月16日-2020年5月14日 | 全国的な感染の急速な拡大 | 感染者数の減少              |                  |

#### 2021年1月 - 3月

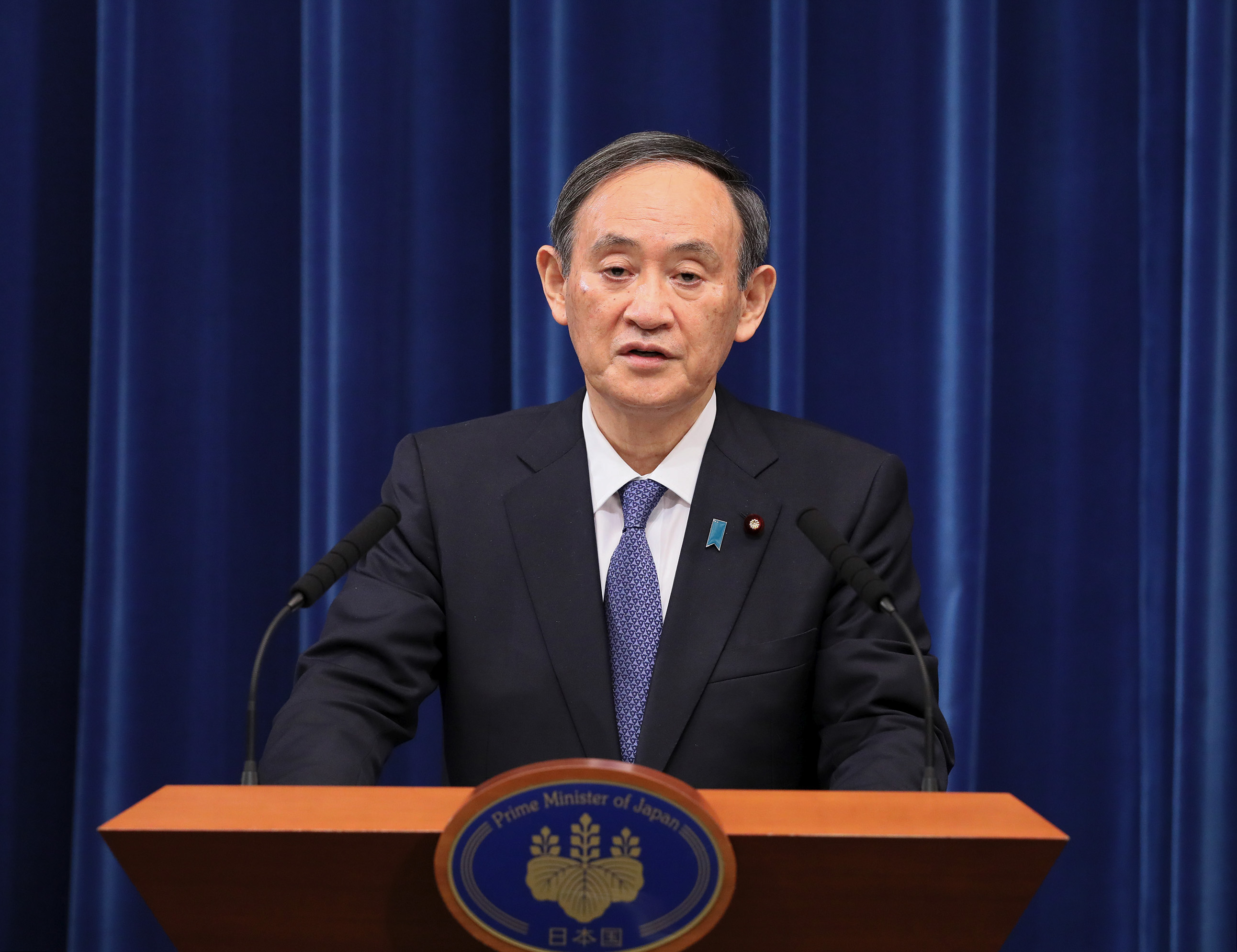
緊急事態宣言発出に際して会見する内閣総理大臣菅義偉（2021年1月7日、総理大臣官邸にて）

2021年1月7日17時30分、再び新型コロナウイルス感染症（COVID-19）の全国的かつ急速なまん延による国民生活及び国民経済に甚大な影響を及ぼすおそれがある事態が発生したと判断したとして、本法32条1項に基づく緊急事態宣言を発令。前年の発令時同様18時より国民向け記者会見を行った後、同日付官報特別号外第1号 において、「新型コロナウイルス感染症緊急事態宣言に関する公示」として公示された。
1月7日時点での緊急事態措置を実施すべき期間は、2021年1月8日から同2月7日まで。緊急事態措置を実施すべき区域は、埼玉県・千葉県・東京都及び神奈川県の区域とされた。
同年1月13日、栃木県、岐阜県、愛知県、京都府、大阪府、兵庫県および福岡県を対象区域に追加した。緊急事態措置を実施すべき期間については、既指定の一都三県を除いては、2021年1月14日から同2月7日までとされた（「新型コロナウイルス感染症緊急事態宣言に関する公示の全部を変更する公示」同年1月13日付官報特別号外第4号）。
同年2月2日、2月8日から栃木県のみを解除し、残りの10都府県は3月7日までの延長を決定（「新型コロナウイルス感染症緊急事態宣言に関する公示の全部を変更する公示」同年2月2日付官報特別号外第7号、訂正:2021年2月5日官報第427号。合わせて状況が改善されれば期限前でも解除する事を表明。
同年2月26日、3月1日から岐阜県、愛知県、京都府、大阪府、兵庫県、福岡県の緊急事態措置を解除することを決定（「新型コロナウイルス感染症緊急事態宣言に関する公示の全部を変更する公示」同年2月26日付官報特別号外第19号）。これにより、緊急事態宣言の対象区域は、埼玉県・千葉県・東京都および神奈川県の区域となった。
同年3月5日、3月8日から緊急事態措置を実施すべき期間を3月21日まで延長することを決定。「新型コロナウイルス感染症緊急事態宣言に関する公示の全部を変更する公示」同年3月5日付官報特別号外第21号）
同年3月18日、緊急事態措置を実施する必要がなくなったと認め、緊急事態措置を実施すべき期間とされている3月21日をもっての緊急事態が終了する旨を公示した。（「新型コロナウイルス感染症緊急事態の終了に関する公示」同年3月18日付官報特別号外第24号）。
| 対象     | 期間                          | 発令事由                                       | 解除事由                        | 備考 |
| -------- | ----------------------------- | ---------------------------------------------- | ------------------------------- | ---- |
| 千葉県   | 2021年1月8日 - 2021年3月21日  | 感染者の爆発的な増加（オーバーシュートの発生） | 感染者の大幅な減少              |      |
| 神奈川県 | 2021年1月8日 - 2021年3月21日  | 感染者の爆発的な増加（オーバーシュートの発生） | 感染者の大幅な減少              |      |
| 埼玉県   | 2021年1月8日 - 2021年3月21日  | 感染者の爆発的な増加（オーバーシュートの発生） | 感染者の大幅な減少              |      |
| 東京都   | 2021年1月8日 - 2021年3月21日  | 感染者の爆発的な増加（オーバーシュートの発生） | 感染者の大幅な減少              |      |
| 栃木県   | 2021年1月14日 - 2021年2月7日  | 感染者の爆発的な増加（オーバーシュートの発生） | 感染の収束                      |      |
| 愛知県   | 2021年1月14日 - 2021年2月28日 | 感染者の爆発的な増加（オーバーシュートの発生） | 病床数の改善･感染者の大幅な減少 |      |
| 岐阜県   | 2021年1月14日 - 2021年2月28日 | 感染者の爆発的な増加（オーバーシュートの発生） | 病床数の改善･感染者の大幅な減少 |      |
| 京都府   | 2021年1月14日 - 2021年2月28日 | 感染者の爆発的な増加（オーバーシュートの発生） | 病床数の改善･感染者の大幅な減少 |      |
| 大阪府   | 2021年1月14日 - 2021年2月28日 | 感染者の爆発的な増加（オーバーシュートの発生） | 病床数の改善･感染者の大幅な減少 |      |
| 兵庫県   | 2021年1月14日 - 2021年2月28日 | 感染者の爆発的な増加（オーバーシュートの発生） | 病床数の改善･感染者の大幅な減少 |      |
| 福岡県   | 2021年1月14日 - 2021年2月28日 | 感染者の爆発的な増加（オーバーシュートの発生） | 病床数の改善･感染者の大幅な減少 |      |

#### 2021年4月 - 9月
2021年4月1日、初めてまん延防止等重点措置を発令した。まん延防止等重点措置を実施すべき期間は、2021年4月5日から5月5日まで、まん延防止等重点措置を実施すべき区域は、宮城県、大阪府、兵庫県の区域とされた（「新型コロナウイルス感染症まん延防止等重点措置に関する公示」同年4月1日付官報特別号外第32号）。
2021年4月9日、これら3府県以外でも感染者数が拡大している状況がみられることから東京都、京都府、沖縄県の3都府県を対象区域に追加した。まん延防止等重点措置を実施すべき期間については、4月12日から5月5日まで（東京都は5月11日まで）とされた（「新型コロナウイルス感染症まん延防止等重点措置に関する公示の全部を変更する公示」同年4月9日付官報特別号外第35号）。
2021年4月16日、埼玉県、千葉県、神奈川県、愛知県の4県を対象区域に追加した。まん延防止等重点措置を実施すべき期間については、4月20日から5月11日までとされた（「新型コロナウイルス感染症まん延防止等重点措置に関する公示の全部を変更する公示」同年4月16日付官報特別号外第36号）。
2021年4月23日、再び新型コロナウイルス感染症（COVID-19）の全国的かつ急速なまん延による国民生活及び国民経済に甚大な影響を及ぼすおそれがある事態が発生したと判断したとして、本法32条1項に基づく緊急事態宣言を発令。同日付官報特別号外第38号 において、「新型コロナウイルス感染症緊急事態宣言に関する公示」として公示された。
4月23日時点での緊急事態措置を実施すべき期間は、4月25日から5月11日まで。緊急事態措置を実施すべき区域は、東京都・京都府・大阪府及び兵庫県の区域とされた。
まん延防止等重点措置については、愛媛県を対象区域に追加し、実施すべき期間については、4月25日から5月11日までとされた。東京都、京都府、大阪府、兵庫県については、4月25日から緊急事態宣言への移行に伴い、4月24日限りでまん延防止等重点措置が解除とし、残りの宮城県、沖縄県については、実施すべき期間を5月11日まで延長することとされた。（「新型コロナウイルス感染症まん延防止等重点措置に関する公示の全部を変更する公示」同年4月23日付官報特別号外第38号）。
2021年5月7日、5月12日から愛知県および福岡県を緊急事態措置の対象区域に追加し、期限を5月31日までとし、東京都、京都府、大阪府、兵庫県についての適用期限も5月31日まで延長することを決定（「新型コロナウイルス感染症緊急事態宣言に関する公示の全部を変更する公示」同年5月7日付官報特別号外第41号）。
まん延防止等重点措置については、北海道、岐阜県、三重県を対象区域に追加し、実施すべき期間については、5月9日から5月31日までとされた。また宮城県については、適用期間終了に伴い5月11日限りで解除、愛知県については、5月12日から緊急事態宣言への移行に伴い5月11日限りで解除とし、残りの埼玉県、千葉県、神奈川県、愛媛県、沖縄県については、実施すべき期間を5月31日まで延長することとされた（「新型コロナウイルス感染症まん延防止等重点措置に関する公示の全部を変更する公示」同年5月7日付官報特別号外第41号）。
2021年5月14日、5月16日から北海道・岡山県および広島県を緊急事態措置の対象区域に追加し、期限を5月31日までとすることを決定（「新型コロナウイルス感染症緊急事態宣言に関する公示の全部を変更する公示」同年5月14日付官報特別号外第42号）。このとき、岡山県および広島県についてはまん延等防止重点措置の対象とすることとして、14日の基本的対処方針分科会に諮ったが、その席上、専門家からの異論が相次いだことを受けて、北海道（それまでまん延等防止重点措置の対象）、岡山県、広島県に緊急事態宣言を適用する方針に変更し、改めて基本的対処方針分科会に諮り、了承された。
まん延防止等重点措置については、群馬県、石川県、熊本県を対象区域に追加し、実施すべき期間については、5月16日から6月13日までとされた。また北海道については、5月16日に緊急事態宣言への移行に伴い5月15日限りで解除とされた（「新型コロナウイルス感染症まん延防止等重点措置に関する公示の全部を変更する公示」同年5月14日付官報特別号外第42号）。
2021年5月21日、5月23日から沖縄県を緊急事態措置の対象区域に追加し、期限を6月20日までとすることを決定（「新型コロナウイルス感染症緊急事態宣言に関する公示の全部を変更する公示」同年5月21日付官報特別号外第45号）。この時点で他の緊急事態措置の対象区域の適用期限は、5月31日までであり、変更されていない。
まん延防止等重点措置については、愛媛県については、感染者・医療状況改善に伴い、当初の適用期限の5月31日を待たずに、5月22日限りで解除、沖縄県については、5月23日に緊急事態宣言への移行に伴い5月22日限りで解除とされた（「新型コロナウイルス感染症まん延防止等重点措置に関する公示の全部を変更する公示」同年5月21日付官報特別号外第45号）。
2021年5月28日、沖縄県以外の9都道府県の緊急事態措置の適用期限を当初の5月31日から6月20日まで延長することを決定（「新型コロナウイルス感染症緊急事態宣言に関する公示の全部を変更する公示」同年5月28日付官報特別号外第46号）。
まん延防止等重点措置については、埼玉県、千葉県、神奈川県、岐阜県、三重県については、実施すべき期間を5月31日から6月20日まで延長することとされた（「新型コロナウイルス感染症まん延防止等重点措置に関する公示の全部を変更する公示」同年5月28日付官報特別号外第46号）。
2021年6月10日、群馬県、石川県、熊本県については、まん延防止等重点措置の適用期間終了に伴い6月13日限りで解除とした（「新型コロナウイルス感染症まん延防止等重点措置に関する公示の全部を変更する公示」同年6月10日付官報特別号外第47号）。
2021年6月17日、沖縄県の緊急事態措置の適用期限を当初の6月20日から7月11日まで延長し、沖縄県以外の1都1道2府5県（北海道、東京都、愛知県、大阪府、兵庫県、京都府、岡山県、広島県、福岡県）については適用期間終了に伴い6月20日限りで解除することを決定（「新型コロナウイルス感染症緊急事態宣言に関する公示の全部を変更する公示」同年6月17日付官報特別号外第46号）。
まん延防止等重点措置については、岐阜県、三重県の2県については適用期間終了に伴い6月20日限りで解除し、埼玉県、千葉県、神奈川県の3県について、まん延防止等重点措置を実施すべき期間を当初の6月20日から7月11日まで延長し、緊急事態宣言から移行する形で北海道、東京都、愛知県、大阪府、兵庫県、京都府、福岡県の1都1道2府3県をまん延防止等重点措置の対象区域に追加し、実施すべき期間を6月21日から7月11日として追加することを決定した（「新型コロナウイルス感染症まん延防止等重点措置に関する公示の全部を変更する公示」同年6月17日付官報特別号外第50号）。まん延防止等重点措置の実施地域と期間は、北海道、東京都、埼玉県、千葉県、神奈川県、愛知県、大阪府、兵庫県、京都府、福岡県の1都1道2府6県で7月11日までの予定となる。なお、北海道、東京都、愛知県、大阪府、兵庫県、京都府の1都1道2府2県は、緊急事態宣言への移行前にもまん延防止等重点措置が適用されており、緊急事態宣言の解除に伴い再度まん延防止等重点措置の対象地域となる。
2021年7月8日、沖縄県の緊急事態措置の適用期限を7月11日までであったものを8月22日までに延長し、東京都については、7月12日から8月22日まで適用することを決定した（「新型コロナウイルス感染症緊急事態宣言に関する公示の全部を変更する公示」同年7月8日付官報特別号外第59号）。
まん延防止等重点措置については、北海道、愛知県、兵庫県、京都府、福岡県の1道4県については適用期間終了に伴い、東京都については緊急事態措置への移行によりそれぞれ7月11日限りで解除し、埼玉県、千葉県、神奈川県、大阪府の1府3県については、まん延防止等重点措置を実施すべき期限が7月11日までであったものを8月22日までに延長することを決定した（「新型コロナウイルス感染症まん延防止等重点措置に関する公示の全部を変更する公示」同年7月8日付官報特別号外第59号）。
2021年7月30日、新規陽性者数が高い水準にあり、その増加傾向が著しい地域が見られることなどから、東京都及び沖縄県の緊急事態措置の適用期限を8月22日までであったものを8月31日までに延長し、大阪府、千葉県、神奈川県及び埼玉県の1府3県を緊急事態宣言の対象区域に追加し、実施すべき期間は8月2日から8月31日までとすることを決定（「新型コロナウイルス感染症緊急事態宣言に関する公示の全部を変更する公示」同年7月30日付官報特別号外第65号）。
まん延防止等重点措置については、大阪府、千葉県、神奈川県及び埼玉県の1府3県については緊急事態措置への移行により8月1日限りで解除し、北海道、石川県、京都府、兵庫県及び福岡県をまん延防止等重点措置の対象区域に追加し、実施すべき期間を8月2日から8月31日までとすることを決定した（「新型コロナウイルス感染症まん延防止等重点措置に関する公示の全部を変更する公示」同年7月30日付官報特別号外第65号）。

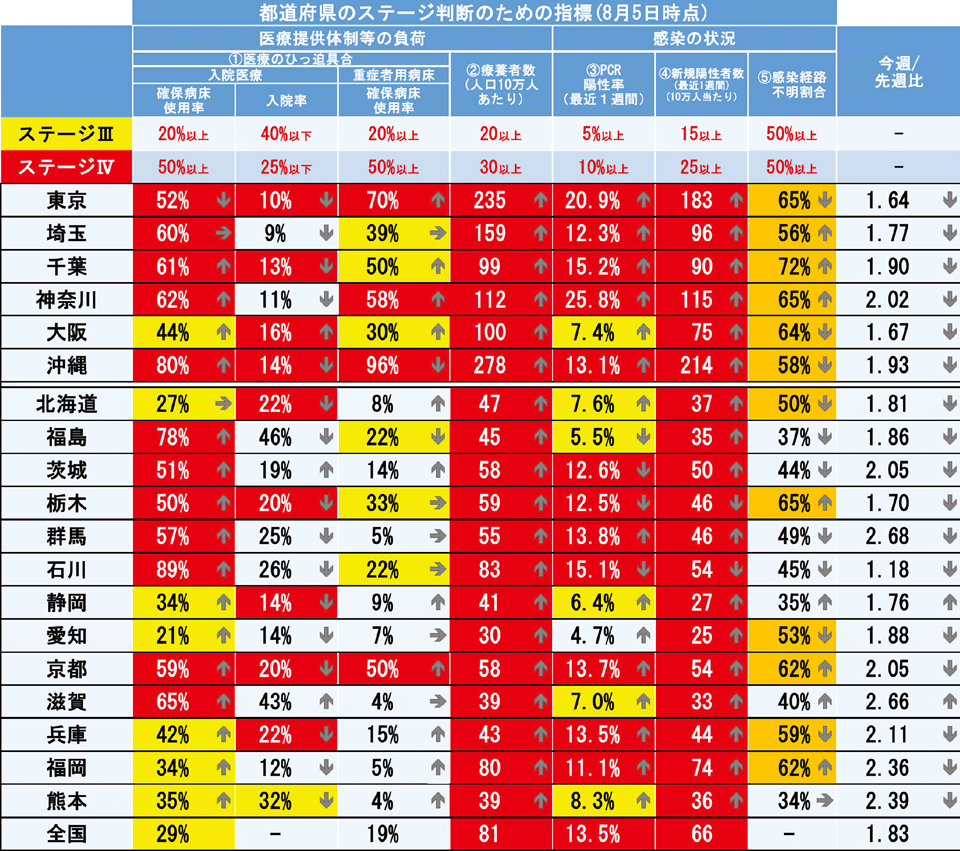
両措置発令中の地域の感染指標。(8/5現在)

2021年8月5日、福島県、茨城県、栃木県、群馬県、静岡県、愛知県、滋賀県、及び熊本県をまん延防止等重点措置の対象区域に追加し、実施すべき期間を8月8日から8月31日までとすることを決定した（「新型コロナウイルス感染症まん延防止等重点措置に関する公示の全部を変更する公示」令和3年8月5日付官報（号外特第67号）。
2021年8月17日、埼玉県、千葉県、東京都、神奈川県、大阪府及び沖縄県の緊急事態措置の適用期限を8月31日までであったものを9月12日までに延長し、茨城県、栃木県、群馬県、静岡県、京都府、兵庫県及び福岡県の1府6県を緊急事態宣言の対象区域に追加し、実施すべき期間は8月20日から9月12日までとすることを決定した（「新型コロナウイルス感染症緊急事態宣言に関する公示の全部を変更する公示」令和3年8月17日付官報特別号外第70号）。
まん延防止等重点措置については、茨城県、栃木県、群馬県、静岡県、京都府、兵庫県及び福岡県の1府6県については緊急事態措置への移行により8月19日限りで解除し、宮城県、山梨県、富山県、岐阜県、三重県、岡山県、広島県、香川県、愛媛県及び鹿児島県の10県をまん延防止等重点措置の対象区域に追加し、実施すべき期間を8月20日から9月12日までとすることを決定した（「新型コロナウイルス感染症まん延防止等重点措置に関する公示の全部を変更する公示」令和3年8月17日付官報特別号外第70号）。
2021年8月25日、北海道、宮城県、岐阜県、愛知県、三重県、滋賀県、岡山県及び広島県の1道7県を緊急事態宣言の対象区域に追加し、実施すべき期間は8月27日から9月12日までとすることを決定した（「新型コロナウイルス感染症緊急事態宣言に関する公示の全部を変更する公示」令和3年8月25日付官報特別号外第70号）。
まん延防止等重点措置については、北海道、宮城県、岐阜県、愛知県、三重県、滋賀県、岡山県及び広島県の1道7県については緊急事態措置への移行により8月26日限りで解除し、高知県、佐賀県、長崎県及び宮崎県の4県をまん延防止等重点措置の対象区域に追加し、実施すべき期間を8月20日から9月12日までとすることを決定した（「新型コロナウイルス感染症まん延防止等重点措置に関する公示の全部を変更する公示」令和3年8月25日付官報特別号外第70号）。
2021年9月9日、宮城県及び岡山県の2県について適用期間終了に伴い9月12日限りで緊急事態宣言を解除し、北海道、茨城県、栃木県、群馬県、埼玉県、千葉県、東京都、神奈川県、岐阜県、静岡県、愛知県、三重県、滋賀県、京都府、大阪府、兵庫県、広島県、福岡県及び沖縄県の19都道府県の緊急事態措置の適用期限を9月12日までであったものを9月30日までに延長することを決定した（「新型コロナウイルス感染症緊急事態宣言に関する公示の全部を変更する公示」令和3年9月9日付官報特別号外第75号）。
まん延防止等重点措置については、富山県、山梨県、愛媛県、高知県、佐賀県、長崎県の6県については、適用期間終了に伴い9月12日限りで解除、福島県、石川県、香川県、愛媛県、熊本県、宮崎県、鹿児島県の6県について、まん延防止等重点措置を実施すべき期間を9月12日までであったものを9月30日までに延長し、緊急事態宣言から移行する形で宮城県及び岡山県の2県をまん延防止等重点措置の対象区域に追加し、実施すべき期間を9月13日から9月30日とすることを決定した（「新型コロナウイルス感染症まん延防止等重点措置に関する公示の全部を変更する公示」令和3年9月9日付官報特別号外第75号）。
2021年9月28日、感染状況や医療提供体制・公衆衛生体制に対する負荷の状況について分析・評価を行い全ての都道府県が緊急事態措置区域に該当しないこととなったため、緊急事態措置を実施すべき期間とされている9月30日限りで緊急事態措置を終了することを決定した（「新型コロナウイルス感染症緊急事態の終了に関する公示」令和3年9月28日付官報特別号外第80号）。
まん延防止等重点措置については、まん延防止等重点措置を実施すべき期間とされている9月30日限りで、まん延防止等重点措置を集中的に実施する必要がある事態が終了する旨を決定した（「新型コロナウイルス感染症まん延防止等重点措置の終了に関する公示」令和3年9月28日付官報特別号外第80号）。
| 対象            | 期間                          | 発令事由                                                                                         | 解除事由                                                                                               | 発令前対応                               | 解除後対応                                                 |
| --------------- | ----------------------------- | ------------------------------------------------------------------------------------------------ | --- | ---------------------------------------- | ---------------------------------------------------------- |
| 東京都（3回目） | 2021年4月25日 - 2021年6月20日 | 急速な感染拡大                                                                                   | 感染者数の減少                                                                                         | まん延防止等重点措置から移行             | まん延防止等重点措置へ移行（リバウンドの可能性が高いため） |
| 大阪府（3回目） | 2021年4月25日 - 2021年6月20日 | 急速な感染拡大                                                                                   | 感染者数の減少                                                                                         | まん延防止等重点措置から移行             | まん延防止等重点措置へ移行（リバウンドの可能性が高いため） |
| 京都府（3回目） | 2021年4月25日 - 2021年6月20日 | 急速な感染拡大                                                                                   | 感染者数の減少                                                                                         | まん延防止等重点措置から移行             | まん延防止等重点措置へ移行（リバウンドの可能性が高いため） |
| 兵庫県（3回目） | 2021年4月25日 - 2021年6月20日 | 急速な感染拡大                                                                                   | 感染者数の減少                                                                                         | まん延防止等重点措置から移行             | まん延防止等重点措置へ移行（リバウンドの可能性が高いため） |
| 愛知県（3回目） | 2021年5月12日 - 2021年6月20日 | 爆発的な感染拡大の寸前                                                                           | 感染者数の減少                                                                                         | まん延防止等重点措置から移行             | まん延防止等重点措置へ移行（リバウンドの可能性が高いため） |
| 福岡県（3回目） | 2021年5月12日 - 2021年6月20日 | 爆発的な感染拡大の寸前                                                                           | 感染者数の減少                                                                                         | まん延防止等重点措置を経ずに緊急事態宣言 | まん延防止等重点措置へ移行（リバウンドの可能性が高いため） |
| 北海道（2回目） | 2021年5月16日 - 2021年6月20日 | まん延防止等重点措置の基準越え                                                                   | 感染者数の減少                                                                                         | まん延防止等重点措置から移行             | まん延防止等重点措置へ移行（リバウンドの可能性が高いため） |
| 岡山県（2回目） | 2021年5月16日 - 2021年6月20日 | まん延防止等重点措置の基準越え                                                                   | 感染者数の減少                                                                                         | まん延防止等重点措置を経ずに緊急事態宣言 | まん延防止等重点措置に移行しないで終了                     |
| 広島県（2回目） | 2021年5月16日 - 2021年6月20日 | まん延防止等重点措置の基準越え                                                                   | 感染者数の減少                                                                                         | まん延防止等重点措置を経ずに緊急事態宣言 | まん延防止等重点措置に移行しないで終了                     |
| 沖縄県          | 2021年5月23日 - 2021年9月30日 | 病床の逼迫（医療崩壊寸前）・感染拡大                                                             | 感染状況や医療提供体制・公衆衛生体制に対する負荷の状況について緊急事態措置区域に該当しないこととなった | まん延防止等重点措置から移行             | まん延防止等重点措置に移行しないで終了                     |
| 東京都（4回目） | 2021年7月12日 - 2021年9月30日 | 急速な感染拡大                                                                                   | 感染状況や医療提供体制・公衆衛生体制に対する負荷の状況について緊急事態措置区域に該当しないこととなった | まん延防止等重点措置から移行             | まん延防止等重点措置に移行しないで終了                     |
| 埼玉県          | 2021年8月2日 - 2021年9月30日  | 新規陽性者数が高い水準にあり、その増加傾向が著しい地域が見られること                             | 感染状況や医療提供体制・公衆衛生体制に対する負荷の状況について緊急事態措置区域に該当しないこととなった | まん延防止等重点措置から移行             | まん延防止等重点措置に移行しないで終了                     |
| 千葉県          | 2021年8月2日 - 2021年9月30日  | 新規陽性者数が高い水準にあり、その増加傾向が著しい地域が見られること                             | 感染状況や医療提供体制・公衆衛生体制に対する負荷の状況について緊急事態措置区域に該当しないこととなった | まん延防止等重点措置から移行             | まん延防止等重点措置に移行しないで終了                     |
| 神奈川県        | 2021年8月2日 - 2021年9月30日  | 新規陽性者数が高い水準にあり、その増加傾向が著しい地域が見られること                             | 感染状況や医療提供体制・公衆衛生体制に対する負荷の状況について緊急事態措置区域に該当しないこととなった | まん延防止等重点措置から移行             | まん延防止等重点措置に移行しないで終了                     |
| 大阪府（4回目） | 2021年8月2日 - 2021年9月30日  | 新規陽性者数が高い水準にあり、その増加傾向が著しい地域が見られること                             | 感染状況や医療提供体制・公衆衛生体制に対する負荷の状況について緊急事態措置区域に該当しないこととなった | まん延防止等重点措置から移行             | まん延防止等重点措置に移行しないで終了                     |
| 茨城県          | 2021年8月20日 - 2021年9月30日 | 新規陽性者数が急速に増加し、公衆衛生体制・医療提供体制が首都圏を中心に非常に厳しくなっていること | 感染状況や医療提供体制・公衆衛生体制に対する負荷の状況について緊急事態措置区域に該当しないこととなった | まん延防止等重点措置から移行             | まん延防止等重点措置に移行しないで終了                     |
| 栃木県          | 2021年8月20日 - 2021年9月30日 | 新規陽性者数が急速に増加し、公衆衛生体制・医療提供体制が首都圏を中心に非常に厳しくなっていること | 感染状況や医療提供体制・公衆衛生体制に対する負荷の状況について緊急事態措置区域に該当しないこととなった | まん延防止等重点措置から移行             | まん延防止等重点措置に移行しないで終了                     |
| 群馬県          | 2021年8月20日 - 2021年9月30日 | 新規陽性者数が急速に増加し、公衆衛生体制・医療提供体制が首都圏を中心に非常に厳しくなっていること | 感染状況や医療提供体制・公衆衛生体制に対する負荷の状況について緊急事態措置区域に該当しないこととなった | まん延防止等重点措置から移行             | まん延防止等重点措置に移行しないで終了                     |
| 静岡県          | 2021年8月20日 - 2021年9月30日 | 新規陽性者数が急速に増加し、公衆衛生体制・医療提供体制が首都圏を中心に非常に厳しくなっていること | 感染状況や医療提供体制・公衆衛生体制に対する負荷の状況について緊急事態措置区域に該当しないこととなった | まん延防止等重点措置から移行             | まん延防止等重点措置に移行しないで終了                     |
| 京都府（4回目） | 2021年8月20日 - 2021年9月30日 | 新規陽性者数が急速に増加し、公衆衛生体制・医療提供体制が首都圏を中心に非常に厳しくなっていること | 感染状況や医療提供体制・公衆衛生体制に対する負荷の状況について緊急事態措置区域に該当しないこととなった | まん延防止等重点措置から移行             | まん延防止等重点措置に移行しないで終了                     |
| 兵庫県（4回目） | 2021年8月20日 - 2021年9月30日 | 新規陽性者数が急速に増加し、公衆衛生体制・医療提供体制が首都圏を中心に非常に厳しくなっていること | 感染状況や医療提供体制・公衆衛生体制に対する負荷の状況について緊急事態措置区域に該当しないこととなった | まん延防止等重点措置から移行             | まん延防止等重点措置に移行しないで終了                     |
| 福岡県（4回目） | 2021年8月20日 - 2021年9月30日 | 新規陽性者数が急速に増加し、公衆衛生体制・医療提供体制が首都圏を中心に非常に厳しくなっていること | 感染状況や医療提供体制・公衆衛生体制に対する負荷の状況について緊急事態措置区域に該当しないこととなった | まん延防止等重点措置から移行             | まん延防止等重点措置に移行しないで終了                     |
| 宮城県          | 2021年8月27日 - 2021年9月12日 | 新規陽性者数が過去最大の水準を更新し続けており、その増加傾向が著しい地域が見られること           | 感染状況や医療提供体制・公衆衛生体制に対する負荷の状況について緊急事態措置区域に該当しないこととなった | まん延防止等重点措置から移行             | まん延防止等重点措置へ移行                                 |
| 岡山県（3回目） |                               |                                                                                                  | 感染状況や医療提供体制・公衆衛生体制に対する負荷の状況について緊急事態措置区域に該当しないこととなった |                                          |                                                            |
| 北海道（3回目） | 2021年8月27日 - 2021年9月30日 | 新規陽性者数が急速に増加し、公衆衛生体制・医療提供体制が首都圏を中心に非常に厳しくなっていること | 感染状況や医療提供体制・公衆衛生体制に対する負荷の状況について緊急事態措置区域に該当しないこととなった | まん延防止等重点措置に移行しないで終了   |                                                            |
| 岐阜県          | 2021年8月27日 - 2021年9月30日 | 新規陽性者数が急速に増加し、公衆衛生体制・医療提供体制が首都圏を中心に非常に厳しくなっていること | 感染状況や医療提供体制・公衆衛生体制に対する負荷の状況について緊急事態措置区域に該当しないこととなった | まん延防止等重点措置に移行しないで終了   |                                                            |
| 愛知県（4回目） | 2021年8月27日 - 2021年9月30日 | 新規陽性者数が急速に増加し、公衆衛生体制・医療提供体制が首都圏を中心に非常に厳しくなっていること | 感染状況や医療提供体制・公衆衛生体制に対する負荷の状況について緊急事態措置区域に該当しないこととなった | まん延防止等重点措置に移行しないで終了   |                                                            |
| 三重県          | 2021年8月27日 - 2021年9月30日 | 新規陽性者数が急速に増加し、公衆衛生体制・医療提供体制が首都圏を中心に非常に厳しくなっていること | 感染状況や医療提供体制・公衆衛生体制に対する負荷の状況について緊急事態措置区域に該当しないこととなった | まん延防止等重点措置に移行しないで終了   |                                                            |
| 滋賀県          | 2021年8月27日 - 2021年9月30日 | 新規陽性者数が急速に増加し、公衆衛生体制・医療提供体制が首都圏を中心に非常に厳しくなっていること | 感染状況や医療提供体制・公衆衛生体制に対する負荷の状況について緊急事態措置区域に該当しないこととなった | まん延防止等重点措置に移行しないで終了   |                                                            |
| 広島県（3回目） | 2021年8月27日 - 2021年9月30日 | 新規陽性者数が急速に増加し、公衆衛生体制・医療提供体制が首都圏を中心に非常に厳しくなっていること | 感染状況や医療提供体制・公衆衛生体制に対する負荷の状況について緊急事態措置区域に該当しないこととなった | まん延防止等重点措置に移行しないで終了   |                                                            |

まん延防止等重点措置地域別の適用状況
まん延防止等重点措置が適用されている都道府県において各知事がまん延防止等重点措置による措置の対象とした自治体は下記の通りである。
これらの市町村別の適用は、まん延防止等重点措置の公示によって定められているのではなく各知事の判断によるものである。
| 都道府県        | 区市町村 | 期間                          | 解除事由                                               | 備考                                             |
| --------------- | --- | ----------------------------- | ------------------------------------------------------ | ------------------------------------------------ |
| 北海道（1回目） | 札幌市 | 2021年5月9日 - 2021年5月15日  | 緊急事態宣言へ移行                                     |                                                  |
| 北海道（2回目） | 札幌市 | 2021年6月21日 - 2021年7月11日 | 適用期間終了                                           | 緊急事態宣言から移行                             |
| 北海道（3回目） | 札幌市 | 2021年8月2日 - 2021年8月26日  | 緊急事態宣言へ移行                                     |                                                  |
| 北海道（3回目） | 江別市 | 2021年8月14日 - 2021年8月26日 | 緊急事態宣言へ移行                                     | 追加適用                                         |
| 北海道（3回目） | 千歳市 | 2021年8月14日 - 2021年8月26日 | 緊急事態宣言へ移行                                     | 追加適用                                         |
| 北海道（3回目） | 恵庭市 | 2021年8月14日 - 2021年8月26日 | 緊急事態宣言へ移行                                     | 追加適用                                         |
| 北海道（3回目） | 北広島市 | 2021年8月14日 - 2021年8月26日 | 緊急事態宣言へ移行                                     | 追加適用                                         |
| 北海道（3回目） | 石狩市 | 2021年8月14日 - 2021年8月26日 | 緊急事態宣言へ移行                                     | 追加適用                                         |
| 北海道（3回目） | 石狩郡当別町 | 2021年8月14日 - 2021年8月26日 | 緊急事態宣言へ移行                                     | 追加適用                                         |
| 北海道（3回目） | 石狩郡新篠津村 | 2021年8月14日 - 2021年8月26日 | 緊急事態宣言へ移行                                     | 追加適用                                         |
| 北海道（3回目） | 小樽市 | 2021年8月14日 - 2021年8月26日 | 緊急事態宣言へ移行                                     | 追加適用                                         |
| 北海道（3回目） | 旭川市 | 2021年8月20日 - 2021年8月26日 | 緊急事態宣言へ移行                                     | 追加適用（2回目）                                |
| 宮城県（1回目） | 仙台市 | 2021年4月5日 - 2021年5月11日  | 適用期間終了                                           |                                                  |
| 宮城県（2回目） | 仙台市 | 2021年8月20日 - 2021年8月26日 | 緊急事態宣言へ移行                                     |                                                  |
| 宮城県（3回目） | 仙台市 | 2021年9月13日 - 2021年9月30日 | 適用期間終了                                           | 緊急事態宣言から移行                             |
| 福島県          | いわき市 | 2021年8月8日 - 2021年9月30日  | 適用期間終了                                           |                                                  |
| 福島県          | 郡山市 | 2021年8月23日 - 2021年9月23日 | 大きく感染が低減したため                               | 追加適用                                         |
| 福島県          | 福島市 | 2021年8月26日 - 2021年9月23日 | 大きく感染が低減したため                               | 追加適用（2回目）                                |
| 茨城県          | 日立市、高萩市、大洗町、城里町、大子町、河内町を除く38市町村 | 2021年8月8日 - 2021年8月19日  | 緊急事態宣言へ移行                                     |                                                  |
| 茨城県          | 日立市、大洗町、城里町、大子町、河内町 | 2021年8月15日 - 2021年8月19日 | 緊急事態宣言へ移行                                     | 追加適用                                         |
| 栃木県          | 14市（県内全市）、9町（茂木町・那珂川町を除く県内の町）栃木県には村はない。 | 2021年8月8日 - 2021年8月19日  | 緊急事態宣言へ移行                                     |                                                  |
| 栃木県          | 茂木町 | 2021年8月16日 - 2021年8月19日 | 緊急事態宣言へ移行                                     | 追加適用                                         |
| 群馬県（1回目） | 前橋市 | 2021年5月16日 - 2021年6月13日 | 適用期間終了                                           |                                                  |
| 群馬県（1回目） | 高崎市 | 2021年5月16日 - 2021年6月13日 | 適用期間終了                                           |                                                  |
| 群馬県（1回目） | 伊勢崎市 | 2021年5月16日 - 2021年6月13日 | 適用期間終了                                           |                                                  |
| 群馬県（1回目） | 太田市 | 2021年5月16日 - 2021年6月13日 | 適用期間終了                                           |                                                  |
| 群馬県（1回目） | 沼田市 | 2021年5月16日 - 2021年6月13日 | 適用期間終了                                           |                                                  |
| 群馬県（1回目） | 渋川市 | 2021年5月16日 - 2021年6月13日 | 適用期間終了                                           |                                                  |
| 群馬県（1回目） | 藤岡市 | 2021年5月16日 - 2021年6月13日 | 適用期間終了                                           |                                                  |
| 群馬県（1回目） | 富岡市 | 2021年5月16日 - 2021年6月13日 | 適用期間終了                                           |                                                  |
| 群馬県（1回目） | 安中市 | 2021年5月16日 - 2021年6月13日 | 適用期間終了                                           |                                                  |
| 群馬県（1回目） | 佐波郡玉村町 | 2021年5月16日 - 2021年6月13日 | 適用期間終了                                           |                                                  |
| 群馬県（2回目） | 前橋市 | 2021年8月8日 - 2021年8月19日  | 緊急事態宣言へ移行                                     |                                                  |
| 群馬県（2回目） | 高崎市 | 2021年8月8日 - 2021年8月19日  | 緊急事態宣言へ移行                                     |                                                  |
| 群馬県（2回目） | 桐生市 | 2021年8月8日 - 2021年8月19日  | 緊急事態宣言へ移行                                     |                                                  |
| 群馬県（2回目） | 伊勢崎市 | 2021年8月8日 - 2021年8月19日  | 緊急事態宣言へ移行                                     |                                                  |
| 群馬県（2回目） | 太田市 | 2021年8月8日 - 2021年8月19日  | 緊急事態宣言へ移行                                     |                                                  |
| 群馬県（2回目） | 沼田市 | 2021年8月8日 - 2021年8月19日  | 緊急事態宣言へ移行                                     |                                                  |
| 群馬県（2回目） | 館林市 | 2021年8月8日 - 2021年8月19日  | 緊急事態宣言へ移行                                     |                                                  |
| 群馬県（2回目） | 渋川市 | 2021年8月8日 - 2021年8月19日  | 緊急事態宣言へ移行                                     |                                                  |
| 群馬県（2回目） | 藤岡市 | 2021年8月8日 - 2021年8月19日  | 緊急事態宣言へ移行                                     |                                                  |
| 群馬県（2回目） | 富岡市 | 2021年8月8日 - 2021年8月19日  | 緊急事態宣言へ移行                                     |                                                  |
| 群馬県（2回目） | 安中市 | 2021年8月8日 - 2021年8月19日  | 緊急事態宣言へ移行                                     |                                                  |
| 群馬県（2回目） | みどり市 | 2021年8月8日 - 2021年8月19日  | 緊急事態宣言へ移行                                     |                                                  |
| 群馬県（2回目） | 北群馬郡榛東村 | 2021年8月8日 - 2021年8月19日  | 緊急事態宣言へ移行                                     |                                                  |
| 群馬県（2回目） | 北群馬郡吉岡町 | 2021年8月8日 - 2021年8月19日  | 緊急事態宣言へ移行                                     |                                                  |
| 群馬県（2回目） | 佐波郡玉村町 | 2021年8月8日 - 2021年8月19日  | 緊急事態宣言へ移行                                     |                                                  |
| 群馬県（2回目） | 邑楽郡板倉町 | 2021年8月8日 - 2021年8月19日  | 緊急事態宣言へ移行                                     |                                                  |
| 群馬県（2回目） | 邑楽郡明和町 | 2021年8月8日 - 2021年8月19日  | 緊急事態宣言へ移行                                     |                                                  |
| 群馬県（2回目） | 邑楽郡千代田町 | 2021年8月8日 - 2021年8月19日  | 緊急事態宣言へ移行                                     |                                                  |
| 群馬県（2回目） | 邑楽郡大泉町 | 2021年8月8日 - 2021年8月19日  | 緊急事態宣言へ移行                                     |                                                  |
| 群馬県（2回目） | 邑楽郡邑楽町 | 2021年8月8日 - 2021年8月19日  | 緊急事態宣言へ移行                                     |                                                  |
| 埼玉県          | さいたま市 | 2021年4月20日 - 2021年8月1日  | 緊急事態宣言へ移行                                     |                                                  |
| 埼玉県          | 川口市 | 2021年4月20日 - 2021年8月1日  | 緊急事態宣言へ移行                                     |                                                  |
| 埼玉県          | 川越市 | 2021年4月28日 - 2021年6月20日 | 新規陽性者数の減少傾向がみられるため範囲の縮小         | 追加適用                                         |
| 埼玉県          | 所沢市 | 2021年4月28日 - 2021年6月20日 | 新規陽性者数の減少傾向がみられるため範囲の縮小         | 追加適用                                         |
| 埼玉県          | 草加市 | 2021年4月28日 - 2021年6月20日 | 新規陽性者数の減少傾向がみられるため範囲の縮小         | 追加適用                                         |
| 埼玉県          | 越谷市 | 2021年4月28日 - 2021年6月20日 | 新規陽性者数の減少傾向がみられるため範囲の縮小         | 追加適用                                         |
| 埼玉県          | 蕨市 | 2021年4月28日 - 2021年6月20日 | 新規陽性者数の減少傾向がみられるため範囲の縮小         | 追加適用                                         |
| 埼玉県          | 戸田市 | 2021年4月28日 - 2021年6月20日 | 新規陽性者数の減少傾向がみられるため範囲の縮小         | 追加適用                                         |
| 埼玉県          | 朝霞市 | 2021年4月28日 - 2021年6月20日 | 新規陽性者数の減少傾向がみられるため範囲の縮小         | 追加適用                                         |
| 埼玉県          | 志木市 | 2021年4月28日 - 2021年6月20日 | 新規陽性者数の減少傾向がみられるため範囲の縮小         | 追加適用                                         |
| 埼玉県          | 和光市 | 2021年4月28日 - 2021年6月20日 | 新規陽性者数の減少傾向がみられるため範囲の縮小         | 追加適用                                         |
| 埼玉県          | 新座市 | 2021年4月28日 - 2021年6月20日 | 新規陽性者数の減少傾向がみられるため範囲の縮小         | 追加適用                                         |
| 埼玉県          | 富士見市 | 2021年4月28日 - 2021年6月20日 | 新規陽性者数の減少傾向がみられるため範囲の縮小         | 追加適用                                         |
| 埼玉県          | ふじみ野市 | 2021年4月28日 - 2021年6月20日 | 新規陽性者数の減少傾向がみられるため範囲の縮小         | 追加適用                                         |
| 埼玉県          | 入間郡三芳町 | 2021年4月28日 - 2021年6月20日 | 新規陽性者数の減少傾向がみられるため範囲の縮小         | 追加適用                                         |
| 埼玉県          | 川越市 | 2021年7月20日 - 2021年8月1日  | 緊急事態宣言へ移行                                     | 追加適用（2回目）、再適用                        |
| 埼玉県          | 所沢市 | 2021年7月20日 - 2021年8月1日  | 緊急事態宣言へ移行                                     | 追加適用（2回目）、再適用                        |
| 埼玉県          | 草加市 | 2021年7月20日 - 2021年8月1日  | 緊急事態宣言へ移行                                     | 追加適用（2回目）、再適用                        |
| 埼玉県          | 越谷市 | 2021年7月20日 - 2021年8月1日  | 緊急事態宣言へ移行                                     | 追加適用（2回目）、再適用                        |
| 埼玉県          | 蕨市 | 2021年7月20日 - 2021年8月1日  | 緊急事態宣言へ移行                                     | 追加適用（2回目）、再適用                        |
| 埼玉県          | 戸田市 | 2021年7月20日 - 2021年8月1日  | 緊急事態宣言へ移行                                     | 追加適用（2回目）、再適用                        |
| 埼玉県          | 朝霞市 | 2021年7月20日 - 2021年8月1日  | 緊急事態宣言へ移行                                     | 追加適用（2回目）、再適用                        |
| 埼玉県          | 志木市 | 2021年7月20日 - 2021年8月1日  | 緊急事態宣言へ移行                                     | 追加適用（2回目）、再適用                        |
| 埼玉県          | 和光市 | 2021年7月20日 - 2021年8月1日  | 緊急事態宣言へ移行                                     | 追加適用（2回目）、再適用                        |
| 埼玉県          | 新座市 | 2021年7月20日 - 2021年8月1日  | 緊急事態宣言へ移行                                     | 追加適用（2回目）、再適用                        |
| 埼玉県          | 富士見市 | 2021年7月20日 - 2021年8月1日  | 緊急事態宣言へ移行                                     | 追加適用（2回目）、再適用                        |
| 埼玉県          | ふじみ野市 | 2021年7月20日 - 2021年8月1日  | 緊急事態宣言へ移行                                     | 追加適用（2回目）、再適用                        |
| 埼玉県          | 入間郡三芳町 | 2021年7月20日 - 2021年8月1日  | 緊急事態宣言へ移行                                     | 追加適用（2回目）、再適用                        |
| 埼玉県          | 春日部市 | 2021年7月20日 - 2021年8月1日  | 緊急事態宣言へ移行                                     | 追加適用（2回目)                                 |
| 埼玉県          | 八潮市 | 2021年7月20日 - 2021年8月1日  | 緊急事態宣言へ移行                                     | 追加適用（2回目)                                 |
| 埼玉県          | 三郷市 | 2021年7月20日 - 2021年8月1日  | 緊急事態宣言へ移行                                     | 追加適用（2回目)                                 |
| 埼玉県          | 鶴ヶ島市 | 2021年7月20日 - 2021年8月1日  | 緊急事態宣言へ移行                                     | 追加適用（2回目)                                 |
| 埼玉県          | 北足立郡伊奈町 | 2021年7月20日 - 2021年8月1日  | 緊急事態宣言へ移行                                     | 追加適用（2回目)                                 |
| 千葉県          | 市川市 | 2021年4月20日 - 2021年8月1日  | 緊急事態宣言へ移行                                     |                                                  |
| 千葉県          | 浦安市 | 2021年4月20日 - 2021年8月1日  | 緊急事態宣言へ移行                                     |                                                  |
| 千葉県          | 船橋市 | 2021年4月20日 - 2021年8月1日  | 緊急事態宣言へ移行                                     |                                                  |
| 千葉県          | 松戸市 | 2021年4月20日 - 2021年8月1日  | 緊急事態宣言へ移行                                     |                                                  |
| 千葉県          | 柏市 | 2021年4月20日 - 2021年6月20日 | 感染状況等を踏まえ、措置区域の見直し                   |                                                  |
| 千葉県          | 千葉市 | 2021年4月28日 - 2021年8月1日  | 緊急事態宣言へ移行                                     | 追加適用                                         |
| 千葉県          | 習志野市 | 2021年4月28日 - 2021年8月1日  | 緊急事態宣言へ移行                                     | 追加適用                                         |
| 千葉県          | 野田市 | 2021年4月28日 - 2021年6月20日 | 感染状況等を踏まえ、措置区域の見直し                   | 追加適用                                         |
| 千葉県          | 流山市 | 2021年4月28日 - 2021年6月20日 | 感染状況等を踏まえ、措置区域の見直し                   | 追加適用                                         |
| 千葉県          | 八千代市 | 2021年4月28日 - 2021年6月20日 | 感染状況等を踏まえ、措置区域の見直し                   | 追加適用                                         |
| 千葉県          | 鎌ケ谷市 | 2021年4月28日 - 2021年6月20日 | 感染状況等を踏まえ、措置区域の見直し                   | 追加適用                                         |
| 千葉県          | 我孫子市 | 2021年4月28日 - 2021年6月20日 | 感染状況等を踏まえ、措置区域の見直し                   | 追加適用                                         |
| 千葉県          | 市原市 | 2021年6月21日 - 2021年8月1日  | 緊急事態宣言へ移行                                     | 追加適用（2回目）                                |
| 千葉県          | 木更津市 | 2021年6月21日 - 2021年7月11日 | 感染状況等を踏まえ、措置区域の見直し                   | 追加適用（2回目）                                |
| 千葉県          | 君津市 | 2021年6月21日 - 2021年7月11日 | 感染状況等を踏まえ、措置区域の見直し                   | 追加適用（2回目）                                |
| 千葉県          | 富津市 | 2021年6月21日 - 2021年7月11日 | 感染状況等を踏まえ、措置区域の見直し                   | 追加適用（2回目）                                |
| 千葉県          | 袖ケ浦市 | 2021年6月21日 - 2021年7月11日 | 感染状況等を踏まえ、措置区域の見直し                   | 追加適用（2回目）                                |
| 千葉県          | 成田市 | 2021年7月2日 - 2021年8月1日   | 緊急事態宣言へ移行                                     | 追加適用（3回目）                                |
| 千葉県          | 柏市 | 2021年7月12日 - 2021年8月1日  | 緊急事態宣言へ移行                                     | 追加適用（4回目）、再適用                        |
| 千葉県          | 八千代市 | 2021年7月19日 - 2021年8月1日  | 緊急事態宣言へ移行                                     | 追加適用（5回目）、再適用                        |
| 千葉県          | 鎌ケ谷市 | 2021年7月19日 - 2021年8月1日  | 緊急事態宣言へ移行                                     | 追加適用（5回目）、再適用                        |
| 東京都（1回目） | 東京23区 | 2021年4月12日 - 2021年4月24日 | 緊急事態宣言へ移行                                     |                                                  |
| 東京都（1回目） | 武蔵野市 | 2021年4月12日 - 2021年4月24日 | 緊急事態宣言へ移行                                     |                                                  |
| 東京都（1回目） | 調布市 | 2021年4月12日 - 2021年4月24日 | 緊急事態宣言へ移行                                     |                                                  |
| 東京都（1回目） | 府中市 | 2021年4月12日 - 2021年4月24日 | 緊急事態宣言へ移行                                     |                                                  |
| 東京都（1回目） | 立川市 | 2021年4月12日 - 2021年4月24日 | 緊急事態宣言へ移行                                     |                                                  |
| 東京都（1回目） | 八王子市 | 2021年4月12日 - 2021年4月24日 | 緊急事態宣言へ移行                                     |                                                  |
| 東京都（1回目） | 町田市 | 2021年4月12日 - 2021年4月24日 | 緊急事態宣言へ移行                                     |                                                  |
| 東京都（2回目） | 東京23区 | 2021年6月21日 - 2021年7月11日 | 緊急事態宣言へ移行                                     | 緊急事態宣言から移行                             |
| 東京都（2回目） | 檜原村、奥多摩町を除く多摩地域の市町 | 2021年6月21日 - 2021年7月11日 | 緊急事態宣言へ移行                                     | 緊急事態宣言から移行                             |
| 神奈川県        | 横浜市 | 2021年4月20日 - 2021年8月1日  | 緊急事態宣言へ移行                                     |                                                  |
| 神奈川県        | 川崎市 | 2021年4月20日 - 2021年8月1日  | 緊急事態宣言へ移行                                     |                                                  |
| 神奈川県        | 相模原市 | 2021年4月20日 - 2021年8月1日  | 緊急事態宣言へ移行                                     |                                                  |
| 神奈川県        | 厚木市 | 2021年4月28日 - 2021年8月1日  | 緊急事態宣言へ移行                                     | 追加適用（1回目）                                |
| 神奈川県        | 座間市 | 2021年4月28日 - 2021年7月11日 | 感染状況等を踏まえ、措置区域の見直し                   | 追加適用（1回目）                                |
| 神奈川県        | 大和市 | 2021年4月28日 - 2021年6月20日 | 感染状況等を踏まえ、措置区域の見直し                   | 追加適用（1回目）                                |
| 神奈川県        | 海老名市 | 2021年4月28日 - 2021年6月20日 | 感染状況等を踏まえ、措置区域の見直し                   | 追加適用（1回目）                                |
| 神奈川県        | 綾瀬市 | 2021年4月28日 - 2021年6月20日 | 感染状況等を踏まえ、措置区域の見直し                   | 追加適用（1回目）                                |
| 神奈川県        | 鎌倉市 | 2021年4月28日 - 2021年6月20日 | 感染状況等を踏まえ、措置区域の見直し                   | 追加適用（1回目）                                |
| 神奈川県        | 藤沢市 | 2021年5月12日 - 2021年6月20日 | 感染状況等を踏まえ、措置区域の見直し                   | 追加適用（2回目）                                |
| 神奈川県        | 横須賀市 | 2021年5月12日 - 2021年6月20日 | 感染状況等を踏まえ、措置区域の見直し                   | 追加適用（2回目）                                |
| 神奈川県        | 茅ヶ崎市 | 2021年5月12日 - 2021年6月20日 | 感染状況等を踏まえ、措置区域の見直し                   | 追加適用（2回目）                                |
| 神奈川県        | 伊勢原市 | 2021年5月12日 - 2021年6月20日 | 感染状況等を踏まえ、措置区域の見直し                   | 追加適用（2回目）                                |
| 神奈川県        | 逗子市 | 2021年5月12日 - 2021年6月20日 | 感染状況等を踏まえ、措置区域の見直し                   | 追加適用（2回目）                                |
| 神奈川県        | 三浦市 | 2021年5月12日 - 2021年6月20日 | 感染状況等を踏まえ、措置区域の見直し                   | 追加適用（2回目）                                |
| 神奈川県        | 高座郡寒川町 | 2021年5月12日 - 2021年6月20日 | 感染状況等を踏まえ、措置区域の見直し                   | 追加適用（2回目）                                |
| 神奈川県        | 三浦郡葉山町 | 2021年5月12日 - 2021年6月20日 | 感染状況等を踏まえ、措置区域の見直し                   | 追加適用（2回目）                                |
| 神奈川県        | 小田原市 | 2021年6月1日 - 2021年7月11日  | 感染状況等を踏まえ、措置区域の見直し                   | 追加適用（3回目）                                |
| 神奈川県        | 平塚市 | 2021年6月1日 - 2021年6月20日  | 感染状況等を踏まえ、措置区域の見直し                   | 追加適用（3回目）                                |
| 神奈川県        | 秦野市 | 2021年6月1日 - 2021年6月20日  | 感染状況等を踏まえ、措置区域の見直し                   | 追加適用（3回目）                                |
| 神奈川県        | 神奈川県内のすべての市町 | 2021年7月22日 - 2021年8月1日  | 緊急事態宣言へ移行                                     | 追加適用（4回目）                                |
| 富山県          | 富山市 | 2021年8月20日 - 2021年9月12日 | 適用期間終了                                           |                                                  |
| 石川県（1回目） | 金沢市 | 2021年5月16日 - 2021年6月13日 | 適用期間終了                                           |                                                  |
| 石川県（2回目） | 金沢市 | 2021年8月2日 - 2021年9月30日  | 適用期間終了                                           |                                                  |
| 山梨県          | 甲府市 | 2021年8月20日 - 2021年9月12日 | 適用期間終了                                           |                                                  |
| 山梨県          | 富士吉田市 | 2021年8月20日 - 2021年9月12日 | 適用期間終了                                           |                                                  |
| 山梨県          | 都留市 | 2021年8月20日 - 2021年9月12日 | 適用期間終了                                           |                                                  |
| 山梨県          | 山梨市 | 2021年8月20日 - 2021年9月12日 | 適用期間終了                                           |                                                  |
| 山梨県          | 大月市 | 2021年8月20日 - 2021年9月12日 | 適用期間終了                                           |                                                  |
| 山梨県          | 韮崎市 | 2021年8月20日 - 2021年9月12日 | 適用期間終了                                           |                                                  |
| 山梨県          | 南アルプス市 | 2021年8月20日 - 2021年9月12日 | 適用期間終了                                           |                                                  |
| 山梨県          | 北杜市 | 2021年8月20日 - 2021年9月12日 | 適用期間終了                                           |                                                  |
| 山梨県          | 甲斐市 | 2021年8月20日 - 2021年9月12日 | 適用期間終了                                           |                                                  |
| 山梨県          | 笛吹市 | 2021年8月20日 - 2021年9月12日 | 適用期間終了                                           |                                                  |
| 山梨県          | 上野原市 | 2021年8月20日 - 2021年9月12日 | 適用期間終了                                           |                                                  |
| 山梨県          | 甲州市 | 2021年8月20日 - 2021年9月12日 | 適用期間終了                                           |                                                  |
| 山梨県          | 中央市 | 2021年8月20日 - 2021年9月12日 | 適用期間終了                                           |                                                  |
| 山梨県          | 西八代郡市川三郷町 | 2021年8月20日 - 2021年9月12日 | 適用期間終了                                           |                                                  |
| 山梨県          | 南巨摩郡富士川町 | 2021年8月20日 - 2021年9月12日 | 適用期間終了                                           |                                                  |
| 山梨県          | 中巨摩郡昭和町 | 2021年8月20日 - 2021年9月12日 | 適用期間終了                                           |                                                  |
| 山梨県          | 南都留郡山中湖村 | 2021年8月20日 - 2021年9月12日 | 適用期間終了                                           |                                                  |
| 山梨県          | 南都留郡富士河口湖町 | 2021年8月20日 - 2021年9月12日 | 適用期間終了                                           |                                                  |
| 岐阜県（1回目） | 岐阜市 | 2021年5月9日 - 2021年6月20日  | 適用期間終了                                           |                                                  |
| 岐阜県（1回目） | 大垣市 | 2021年5月9日 - 2021年6月20日  | 適用期間終了                                           |                                                  |
| 岐阜県（1回目） | 多治見市 | 2021年5月9日 - 2021年6月20日  | 適用期間終了                                           |                                                  |
| 岐阜県（1回目） | 関市 | 2021年5月9日 - 2021年6月20日  | 適用期間終了                                           |                                                  |
| 岐阜県（1回目） | 中津川市 | 2021年5月9日 - 2021年6月20日  | 適用期間終了                                           |                                                  |
| 岐阜県（1回目） | 羽島市 | 2021年5月9日 - 2021年6月20日  | 適用期間終了                                           |                                                  |
| 岐阜県（1回目） | 美濃加茂市 | 2021年5月9日 - 2021年6月20日  | 適用期間終了                                           |                                                  |
| 岐阜県（1回目） | 土岐市 | 2021年5月9日 - 2021年6月20日  | 適用期間終了                                           |                                                  |
| 岐阜県（1回目） | 各務原市 | 2021年5月9日 - 2021年6月20日  | 適用期間終了                                           |                                                  |
| 岐阜県（1回目） | 可児市 | 2021年5月9日 - 2021年6月20日  | 適用期間終了                                           |                                                  |
| 岐阜県（1回目） | 瑞穂市 | 2021年5月9日 - 2021年6月20日  | 適用期間終了                                           |                                                  |
| 岐阜県（1回目） | 本巣市 | 2021年5月9日 - 2021年6月20日  | 適用期間終了                                           |                                                  |
| 岐阜県（1回目） | 羽島郡岐南町 | 2021年5月9日 - 2021年6月20日  | 適用期間終了                                           |                                                  |
| 岐阜県（1回目） | 羽島郡笠松町 | 2021年5月9日 - 2021年6月20日  | 適用期間終了                                           |                                                  |
| 岐阜県（1回目） | 養老郡養老町 | 2021年5月9日 - 2021年6月20日  | 適用期間終了                                           |                                                  |
| 岐阜県（1回目） | 本巣郡北方町 | 2021年5月9日 - 2021年6月20日  | 適用期間終了                                           |                                                  |
| 岐阜県（1回目） | 高山市 | 2021年5月16日 - 2021年6月20日 | 適用期間終了                                           | 追加適用                                         |
| 岐阜県（1回目） | 瑞浪市 | 2021年5月16日 - 2021年6月20日 | 適用期間終了                                           | 追加適用                                         |
| 岐阜県（1回目） | 恵那市 | 2021年5月16日 - 2021年6月20日 | 適用期間終了                                           | 追加適用                                         |
| 岐阜県（1回目） | 山県市 | 2021年5月16日 - 2021年6月20日 | 適用期間終了                                           | 追加適用                                         |
| 岐阜県（1回目） | 下呂市 | 2021年5月16日 - 2021年6月20日 | 適用期間終了                                           | 追加適用                                         |
| 岐阜県（1回目） | 可児郡御嵩町 | 2021年5月16日 - 2021年6月20日 | 適用期間終了                                           | 追加適用                                         |
| 岐阜県（2回目） | 岐阜市 | 2021年8月20日 - 2021年8月26日 | 緊急事態宣言へ移行                                     |                                                  |
| 岐阜県（2回目） | 羽島市 | 2021年8月20日 - 2021年8月26日 | 緊急事態宣言へ移行                                     |                                                  |
| 岐阜県（2回目） | 各務原市 | 2021年8月20日 - 2021年8月26日 | 緊急事態宣言へ移行                                     |                                                  |
| 岐阜県（2回目） | 山県市 | 2021年8月20日 - 2021年8月26日 | 緊急事態宣言へ移行                                     |                                                  |
| 岐阜県（2回目） | 瑞穂市 | 2021年8月20日 - 2021年8月26日 | 緊急事態宣言へ移行                                     |                                                  |
| 岐阜県（2回目） | 本巣市 | 2021年8月20日 - 2021年8月26日 | 緊急事態宣言へ移行                                     |                                                  |
| 岐阜県（2回目） | 羽島郡岐南町 | 2021年8月20日 - 2021年8月26日 | 緊急事態宣言へ移行                                     |                                                  |
| 岐阜県（2回目） | 羽島郡笠松町 | 2021年8月20日 - 2021年8月26日 | 緊急事態宣言へ移行                                     |                                                  |
| 岐阜県（2回目） | 本巣郡北方町 | 2021年8月20日 - 2021年8月26日 | 緊急事態宣言へ移行                                     |                                                  |
| 岐阜県（2回目） | 大垣市 | 2021年8月20日 - 2021年8月26日 | 緊急事態宣言へ移行                                     |                                                  |
| 岐阜県（2回目） | 美濃加茂市 | 2021年8月20日 - 2021年8月26日 | 緊急事態宣言へ移行                                     |                                                  |
| 岐阜県（2回目） | 可児市 | 2021年8月20日 - 2021年8月26日 | 緊急事態宣言へ移行                                     |                                                  |
| 岐阜県（2回目） | 可児郡御嵩町 | 2021年8月20日 - 2021年8月26日 | 緊急事態宣言へ移行                                     |                                                  |
| 岐阜県（2回目） | 多治見市 | 2021年8月20日 - 2021年8月26日 | 緊急事態宣言へ移行                                     |                                                  |
| 岐阜県（2回目） | 中津川市 | 2021年8月20日 - 2021年8月26日 | 緊急事態宣言へ移行                                     |                                                  |
| 静岡県          | 静岡市 | 2021年8月8日 - 2021年8月19日  | 緊急事態宣言へ移行                                     |                                                  |
| 静岡県          | 浜松市 | 2021年8月8日 - 2021年8月19日  | 緊急事態宣言へ移行                                     |                                                  |
| 静岡県          | 沼津市 | 2021年8月8日 - 2021年8月19日  | 緊急事態宣言へ移行                                     |                                                  |
| 静岡県          | 熱海市 | 2021年8月8日 - 2021年8月19日  | 緊急事態宣言へ移行                                     |                                                  |
| 静岡県          | 三島市 | 2021年8月8日 - 2021年8月19日  | 緊急事態宣言へ移行                                     |                                                  |
| 静岡県          | 富士宮市 | 2021年8月8日 - 2021年8月19日  | 緊急事態宣言へ移行                                     |                                                  |
| 静岡県          | 伊東市 | 2021年8月8日 - 2021年8月19日  | 緊急事態宣言へ移行                                     |                                                  |
| 静岡県          | 富士市 | 2021年8月8日 - 2021年8月19日  | 緊急事態宣言へ移行                                     |                                                  |
| 静岡県          | 御殿場市 | 2021年8月8日 - 2021年8月19日  | 緊急事態宣言へ移行                                     |                                                  |
| 静岡県          | 下田市 | 2021年8月8日 - 2021年8月19日  | 緊急事態宣言へ移行                                     |                                                  |
| 静岡県          | 裾野市 | 2021年8月8日 - 2021年8月19日  | 緊急事態宣言へ移行                                     |                                                  |
| 静岡県          | 伊豆市 | 2021年8月8日 - 2021年8月19日  | 緊急事態宣言へ移行                                     |                                                  |
| 静岡県          | 伊豆の国市 | 2021年8月8日 - 2021年8月19日  | 緊急事態宣言へ移行                                     |                                                  |
| 静岡県          | 賀茂郡東伊豆町 | 2021年8月8日 - 2021年8月19日  | 緊急事態宣言へ移行                                     |                                                  |
| 静岡県          | 賀茂郡河津町 | 2021年8月8日 - 2021年8月19日  | 緊急事態宣言へ移行                                     |                                                  |
| 静岡県          | 賀茂郡南伊豆町 | 2021年8月8日 - 2021年8月19日  | 緊急事態宣言へ移行                                     |                                                  |
| 静岡県          | 賀茂郡松崎町 | 2021年8月8日 - 2021年8月19日  | 緊急事態宣言へ移行                                     |                                                  |
| 静岡県          | 賀茂郡西伊豆町 | 2021年8月8日 - 2021年8月19日  | 緊急事態宣言へ移行                                     |                                                  |
| 静岡県          | 田方郡函南町 | 2021年8月8日 - 2021年8月19日  | 緊急事態宣言へ移行                                     |                                                  |
| 静岡県          | 駿東郡清水町 | 2021年8月8日 - 2021年8月19日  | 緊急事態宣言へ移行                                     |                                                  |
| 静岡県          | 駿東郡長泉町 | 2021年8月8日 - 2021年8月19日  | 緊急事態宣言へ移行                                     |                                                  |
| 静岡県          | 駿東郡小山町 | 2021年8月8日 - 2021年8月19日  | 緊急事態宣言へ移行                                     |                                                  |
| 静岡県          | 磐田市 | 2021年8月15日 - 2021年8月19日 | 緊急事態宣言へ移行                                     | 追加適用                                         |
| 静岡県          | 焼津市 | 2021年8月15日 - 2021年8月19日 | 緊急事態宣言へ移行                                     | 追加適用                                         |
| 静岡県          | 藤枝市 | 2021年8月15日 - 2021年8月19日 | 緊急事態宣言へ移行                                     | 追加適用                                         |
| 静岡県          | 袋井市 | 2021年8月18日 - 2021年8月19日 | 緊急事態宣言へ移行                                     | 追加適用（2回目）                                |
| 静岡県          | 掛川市 | 2021年8月18日 - 2021年8月19日 | 緊急事態宣言へ移行                                     | 追加適用（2回目）                                |
| 静岡県          | 御前崎市 | 2021年8月18日 - 2021年8月19日 | 緊急事態宣言へ移行                                     | 追加適用（2回目）                                |
| 静岡県          | 菊川市 | 2021年8月18日 - 2021年8月19日 | 緊急事態宣言へ移行                                     | 追加適用（2回目）                                |
| 静岡県          | 牧之原市 | 2021年8月18日 - 2021年8月19日 | 緊急事態宣言へ移行                                     | 追加適用（2回目）                                |
| 静岡県          | 島田市 | 2021年8月18日 - 2021年8月19日 | 緊急事態宣言へ移行                                     | 追加適用（2回目）                                |
| 静岡県          | 湖西市 | 2021年8月18日 - 2021年8月19日 | 緊急事態宣言へ移行                                     | 追加適用（2回目）                                |
| 静岡県          | 周智郡森町 | 2021年8月18日 - 2021年8月19日 | 緊急事態宣言へ移行                                     | 追加適用（2回目）                                |
| 静岡県          | 榛原郡吉田町 | 2021年8月18日 - 2021年8月19日 | 緊急事態宣言へ移行                                     | 追加適用（2回目）                                |
| 愛知県（1回目） | 名古屋市 | 2021年4月20日 - 2021年5月11日 | 緊急事態宣言へ移行                                     |                                                  |
| 愛知県（2回目） | 名古屋市 | 2021年6月21日 - 2021年7月11日 | 適用期間終了                                           | 緊急事態宣言から移行                             |
| 愛知県（2回目） | 豊橋市 | 2021年6月21日 - 2021年7月11日 | 適用期間終了                                           | 緊急事態宣言から移行                             |
| 愛知県（2回目） | 小牧市 | 2021年6月21日 - 2021年7月11日 | 適用期間終了                                           | 緊急事態宣言から移行                             |
| 愛知県（2回目） | 岡崎市 | 2021年6月21日 - 2021年7月2日  | 新規陽性者数の状況を踏まえ、措置区域の見直し           | 緊急事態宣言から移行                             |
| 愛知県（2回目） | 半田市 | 2021年6月21日 - 2021年7月2日  | 新規陽性者数の状況を踏まえ、措置区域の見直し           | 緊急事態宣言から移行                             |
| 愛知県（2回目） | 春日井市 | 2021年6月21日 - 2021年7月2日  | 新規陽性者数の状況を踏まえ、措置区域の見直し           | 緊急事態宣言から移行                             |
| 愛知県（2回目） | 津島市 | 2021年6月21日 - 2021年7月2日  | 新規陽性者数の状況を踏まえ、措置区域の見直し           | 緊急事態宣言から移行                             |
| 愛知県（2回目） | 刈谷市 | 2021年6月21日 - 2021年7月2日  | 新規陽性者数の状況を踏まえ、措置区域の見直し           | 緊急事態宣言から移行                             |
| 愛知県（2回目） | 犬山市 | 2021年6月21日 - 2021年7月2日  | 新規陽性者数の状況を踏まえ、措置区域の見直し           | 緊急事態宣言から移行                             |
| 愛知県（2回目） | 高浜市 | 2021年6月21日 - 2021年7月2日  | 新規陽性者数の状況を踏まえ、措置区域の見直し           | 緊急事態宣言から移行                             |
| 愛知県（2回目） | 清須市 | 2021年6月21日 - 2021年7月2日  | 新規陽性者数の状況を踏まえ、措置区域の見直し           | 緊急事態宣言から移行                             |
| 愛知県（2回目） | 西春日井郡豊山町 | 2021年6月21日 - 2021年7月2日  | 新規陽性者数の状況を踏まえ、措置区域の見直し           | 緊急事態宣言から移行                             |
| 愛知県（2回目） | 丹羽郡大口町 | 2021年6月21日 - 2021年7月2日  | 新規陽性者数の状況を踏まえ、措置区域の見直し           | 緊急事態宣言から移行                             |
| 愛知県（2回目） | 海部郡大治町 | 2021年6月21日 - 2021年7月2日  | 新規陽性者数の状況を踏まえ、措置区域の見直し           | 緊急事態宣言から移行                             |
| 愛知県（2回目） | 蒲郡市 | 2021年7月3日 - 2021年7月11日  | 適用期間終了                                           | 追加適用                                         |
| 愛知県（3回目） | 名古屋市 | 2021年8月8日 - 2021年8月26日  | 緊急事態宣言へ移行                                     |                                                  |
| 愛知県（3回目） | 春日井市 | 2021年8月8日 - 2021年8月26日  | 緊急事態宣言へ移行                                     |                                                  |
| 愛知県（3回目） | 江南市 | 2021年8月8日 - 2021年8月26日  | 緊急事態宣言へ移行                                     |                                                  |
| 愛知県（3回目） | 大府市 | 2021年8月8日 - 2021年8月26日  | 緊急事態宣言へ移行                                     |                                                  |
| 愛知県（3回目） | 尾張旭市 | 2021年8月8日 - 2021年8月26日  | 緊急事態宣言へ移行                                     |                                                  |
| 愛知県（3回目） | 日進市 | 2021年8月8日 - 2021年8月26日  | 緊急事態宣言へ移行                                     |                                                  |
| 愛知県（3回目） | 清須市 | 2021年8月8日 - 2021年8月26日  | 緊急事態宣言へ移行                                     |                                                  |
| 愛知県（3回目） | あま市 | 2021年8月8日 - 2021年8月26日  | 緊急事態宣言へ移行                                     |                                                  |
| 愛知県（3回目） | 長久手市 | 2021年8月8日 - 2021年8月26日  | 緊急事態宣言へ移行                                     |                                                  |
| 愛知県（3回目） | 愛知郡東郷町 | 2021年8月8日 - 2021年8月26日  | 緊急事態宣言へ移行                                     |                                                  |
| 愛知県（3回目） | 海部郡大治町 | 2021年8月8日 - 2021年8月26日  | 緊急事態宣言へ移行                                     |                                                  |
| 愛知県（3回目） | 海部郡飛島村 | 2021年8月8日 - 2021年8月20日  | 感染状況が改善されたため                               |                                                  |
| 愛知県（3回目） | 岡崎市 | 2021年8月21日 - 2021年8月26日 | 緊急事態宣言へ移行                                     | 追加適用                                         |
| 愛知県（3回目） | 一宮市 | 2021年8月21日 - 2021年8月26日 | 緊急事態宣言へ移行                                     | 追加適用                                         |
| 愛知県（3回目） | 瀬戸市 | 2021年8月21日 - 2021年8月26日 | 緊急事態宣言へ移行                                     | 追加適用                                         |
| 愛知県（3回目） | 半田市 | 2021年8月21日 - 2021年8月26日 | 緊急事態宣言へ移行                                     | 追加適用                                         |
| 愛知県（3回目） | 津島市 | 2021年8月21日 - 2021年8月26日 | 緊急事態宣言へ移行                                     | 追加適用                                         |
| 愛知県（3回目） | 刈谷市 | 2021年8月21日 - 2021年8月26日 | 緊急事態宣言へ移行                                     | 追加適用                                         |
| 愛知県（3回目） | 豊田市 | 2021年8月21日 - 2021年8月26日 | 緊急事態宣言へ移行                                     | 追加適用                                         |
| 愛知県（3回目） | 蒲郡市 | 2021年8月21日 - 2021年8月26日 | 緊急事態宣言へ移行                                     | 追加適用                                         |
| 愛知県（3回目） | 犬山市 | 2021年8月21日 - 2021年8月26日 | 緊急事態宣言へ移行                                     | 追加適用                                         |
| 愛知県（3回目） | 常滑市 | 2021年8月21日 - 2021年8月26日 | 緊急事態宣言へ移行                                     | 追加適用                                         |
| 愛知県（3回目） | 小牧市 | 2021年8月21日 - 2021年8月26日 | 緊急事態宣言へ移行                                     | 追加適用                                         |
| 愛知県（3回目） | 稲沢市 | 2021年8月21日 - 2021年8月26日 | 緊急事態宣言へ移行                                     | 追加適用                                         |
| 愛知県（3回目） | 東海市 | 2021年8月21日 - 2021年8月26日 | 緊急事態宣言へ移行                                     | 追加適用                                         |
| 愛知県（3回目） | 知立市 | 2021年8月21日 - 2021年8月26日 | 緊急事態宣言へ移行                                     | 追加適用                                         |
| 愛知県（3回目） | 高浜市 | 2021年8月21日 - 2021年8月26日 | 緊急事態宣言へ移行                                     | 追加適用                                         |
| 愛知県（3回目） | 岩倉市 | 2021年8月21日 - 2021年8月26日 | 緊急事態宣言へ移行                                     | 追加適用                                         |
| 愛知県（3回目） | 豊明市 | 2021年8月21日 - 2021年8月26日 | 緊急事態宣言へ移行                                     | 追加適用                                         |
| 愛知県（3回目） | 愛西市 | 2021年8月21日 - 2021年8月26日 | 緊急事態宣言へ移行                                     | 追加適用                                         |
| 愛知県（3回目） | 北名古屋市 | 2021年8月21日 - 2021年8月26日 | 緊急事態宣言へ移行                                     | 追加適用                                         |
| 愛知県（3回目） | 西春日井郡豊山町 | 2021年8月21日 - 2021年8月26日 | 緊急事態宣言へ移行                                     | 追加適用                                         |
| 愛知県（3回目） | 丹羽郡大口町 | 2021年8月21日 - 2021年8月26日 | 緊急事態宣言へ移行                                     | 追加適用                                         |
| 愛知県（3回目） | 丹羽郡扶桑町 | 2021年8月21日 - 2021年8月26日 | 緊急事態宣言へ移行                                     | 追加適用                                         |
| 愛知県（3回目） | 海部郡蟹江町 | 2021年8月21日 - 2021年8月26日 | 緊急事態宣言へ移行                                     | 追加適用                                         |
| 愛知県（3回目） | 知多郡阿久比町 | 2021年8月21日 - 2021年8月26日 | 緊急事態宣言へ移行                                     | 追加適用                                         |
| 愛知県（3回目） | 知多郡南知多町 | 2021年8月21日 - 2021年8月26日 | 緊急事態宣言へ移行                                     | 追加適用                                         |
| 愛知県（3回目） | 知多郡美浜町 | 2021年8月21日 - 2021年8月26日 | 緊急事態宣言へ移行                                     | 追加適用                                         |
| 愛知県（3回目） | 知多郡武豊町 | 2021年8月21日 - 2021年8月26日 | 緊急事態宣言へ移行                                     | 追加適用                                         |
| 愛知県（3回目） | 北設楽郡東栄町 | 2021年8月21日 - 2021年8月26日 | 緊急事態宣言へ移行                                     | 追加適用                                         |
| 三重県（1回目） | 桑名市 | 2021年5月9日 - 2021年6月13日  | 感染状況をとらえ、地域ごとの状況に応じた対策とするため | 当初は、6月20日までのところ、6月13日限りで解除。 |
| 三重県（1回目） | いなべ市 | 2021年5月9日 - 2021年6月13日  | 感染状況をとらえ、地域ごとの状況に応じた対策とするため | 当初は、6月20日までのところ、6月13日限りで解除。 |
| 三重県（1回目） | 四日市市 | 2021年5月9日 - 2021年6月20日  | 適用期間終了                                           |                                                  |
| 三重県（1回目） | 鈴鹿市 | 2021年5月9日 - 2021年6月13日  | 感染状況をとらえ、地域ごとの状況に応じた対策とするため | 当初は、6月20日までのところ、6月13日限りで解除。 |
| 三重県（1回目） | 亀山市 | 2021年5月9日 - 2021年6月13日  | 感染状況をとらえ、地域ごとの状況に応じた対策とするため | 当初は、6月20日までのところ、6月13日限りで解除。 |
| 三重県（1回目） | 名張市 | 2021年5月9日 - 2021年6月13日  | 感染状況をとらえ、地域ごとの状況に応じた対策とするため | 当初は、6月20日までのところ、6月13日限りで解除。 |
| 三重県（1回目） | 伊賀市 | 2021年5月9日 - 2021年6月13日  | 感染状況をとらえ、地域ごとの状況に応じた対策とするため | 当初は、6月20日までのところ、6月13日限りで解除。 |
| 三重県（1回目） | 桑名郡木曽岬町 | 2021年5月9日 - 2021年6月13日  | 感染状況をとらえ、地域ごとの状況に応じた対策とするため | 当初は、6月20日までのところ、6月13日限りで解除。 |
| 三重県（1回目） | 員弁郡東員町 | 2021年5月9日 - 2021年6月13日  | 感染状況をとらえ、地域ごとの状況に応じた対策とするため | 当初は、6月20日までのところ、6月13日限りで解除。 |
| 三重県（1回目） | 三重郡菰野町 | 2021年5月9日 - 2021年6月13日  | 感染状況をとらえ、地域ごとの状況に応じた対策とするため | 当初は、6月20日までのところ、6月13日限りで解除。 |
| 三重県（1回目） | 三重郡朝日町 | 2021年5月9日 - 2021年6月13日  | 感染状況をとらえ、地域ごとの状況に応じた対策とするため | 当初は、6月20日までのところ、6月13日限りで解除。 |
| 三重県（1回目） | 三重郡川越町 | 2021年5月9日 - 2021年6月13日  | 感染状況をとらえ、地域ごとの状況に応じた対策とするため | 当初は、6月20日までのところ、6月13日限りで解除。 |
| 三重県（2回目） | 桑名市 | 2021年8月20日 - 2021年8月26日 | 緊急事態宣言へ移行                                     |                                                  |
| 三重県（2回目） | いなべ市 | 2021年8月20日 - 2021年8月26日 | 緊急事態宣言へ移行                                     |                                                  |
| 三重県（2回目） | 桑名郡木曽岬町 | 2021年8月20日 - 2021年8月26日 | 緊急事態宣言へ移行                                     |                                                  |
| 三重県（2回目） | 員弁郡東員町 | 2021年8月20日 - 2021年8月26日 | 緊急事態宣言へ移行                                     |                                                  |
| 三重県（2回目） | 四日市市 | 2021年8月20日 - 2021年8月26日 | 緊急事態宣言へ移行                                     |                                                  |
| 三重県（2回目） | 三重郡菰野町 | 2021年8月20日 - 2021年8月26日 | 緊急事態宣言へ移行                                     |                                                  |
| 三重県（2回目） | 三重郡朝日町 | 2021年8月20日 - 2021年8月26日 | 緊急事態宣言へ移行                                     |                                                  |
| 三重県（2回目） | 三重郡川越町 | 2021年8月20日 - 2021年8月26日 | 緊急事態宣言へ移行                                     |                                                  |
| 三重県（2回目） | 鈴鹿市 | 2021年8月20日 - 2021年8月26日 | 緊急事態宣言へ移行                                     |                                                  |
| 三重県（2回目） | 亀山市 | 2021年8月20日 - 2021年8月26日 | 緊急事態宣言へ移行                                     |                                                  |
| 三重県（2回目） | 津市 | 2021年8月20日 - 2021年8月26日 | 緊急事態宣言へ移行                                     |                                                  |
| 三重県（2回目） | 松阪市 | 2021年8月20日 - 2021年8月26日 | 緊急事態宣言へ移行                                     |                                                  |
| 三重県（2回目） | 多気郡多気町 | 2021年8月20日 - 2021年8月26日 | 緊急事態宣言へ移行                                     |                                                  |
| 三重県（2回目） | 多気郡明和町 | 2021年8月20日 - 2021年8月26日 | 緊急事態宣言へ移行                                     |                                                  |
| 三重県（2回目） | 多気郡大台町 | 2021年8月20日 - 2021年8月26日 | 緊急事態宣言へ移行                                     |                                                  |
| 三重県（2回目） | 名張市 | 2021年8月20日 - 2021年8月26日 | 緊急事態宣言へ移行                                     |                                                  |
| 三重県（2回目） | 伊賀市 | 2021年8月20日 - 2021年8月26日 | 緊急事態宣言へ移行                                     |                                                  |
| 滋賀県          | 13市（県内全市） | 2021年8月8日 - 2021年8月26日  | 緊急事態宣言へ移行                                     |                                                  |
| 京都府（1回目） | 京都市 | 2021年4月12日 - 2021年4月24日 | 緊急事態宣言へ移行                                     |                                                  |
| 京都府（2回目） | 京都市 | 2021年6月21日 - 2021年7月11日 | 適用期間終了                                           | 緊急事態宣言から移行                             |
| 京都府（3回目） | 京都市 | 2021年8月2日 - 2021年8月19日  | 緊急事態宣言へ移行                                     |                                                  |
| 京都府（3回目） | 宇治市 | 2021年8月17日 - 2021年8月19日 | 緊急事態宣言へ移行                                     | 追加適用                                         |
| 京都府（3回目） | 城陽市 | 2021年8月17日 - 2021年8月19日 | 緊急事態宣言へ移行                                     | 追加適用                                         |
| 京都府（3回目） | 向日市 | 2021年8月17日 - 2021年8月19日 | 緊急事態宣言へ移行                                     | 追加適用                                         |
| 京都府（3回目） | 長岡京市 | 2021年8月17日 - 2021年8月19日 | 緊急事態宣言へ移行                                     | 追加適用                                         |
| 京都府（3回目） | 八幡市 | 2021年8月17日 - 2021年8月19日 | 緊急事態宣言へ移行                                     | 追加適用                                         |
| 京都府（3回目） | 京田辺市 | 2021年8月17日 - 2021年8月19日 | 緊急事態宣言へ移行                                     | 追加適用                                         |
| 京都府（3回目） | 木津川市 | 2021年8月17日 - 2021年8月19日 | 緊急事態宣言へ移行                                     | 追加適用                                         |
| 大阪府（1回目） | 大阪市 | 2021年4月5日 - 2021年4月24日  | 緊急事態宣言へ移行                                     |                                                  |
| 大阪府（2回目） | 大阪府内のすべての市 | 2021年6月21日 - 2021年8月1日  | 緊急事態宣言へ移行                                     | 緊急事態宣言から移行                             |
| 兵庫県（1回目） | 尼崎市 | 2021年4月5日 - 2021年4月24日  | 緊急事態宣言へ移行                                     |                                                  |
| 兵庫県（1回目） | 西宮市 | 2021年4月5日 - 2021年4月24日  | 緊急事態宣言へ移行                                     |                                                  |
| 兵庫県（1回目） | 芦屋市 | 2021年4月5日 - 2021年4月24日  | 緊急事態宣言へ移行                                     |                                                  |
| 兵庫県（1回目） | 神戸市 | 2021年4月5日 - 2021年4月24日  | 緊急事態宣言へ移行                                     |                                                  |
| 兵庫県（1回目） | 伊丹市 | 2021年4月22日 - 2021年4月24日 | 緊急事態宣言へ移行                                     | 追加適用                                         |
| 兵庫県（1回目） | 宝塚市 | 2021年4月22日 - 2021年4月24日 | 緊急事態宣言へ移行                                     | 追加適用                                         |
| 兵庫県（1回目） | 川西市 | 2021年4月22日 - 2021年4月24日 | 緊急事態宣言へ移行                                     | 追加適用                                         |
| 兵庫県（1回目） | 三田市 | 2021年4月22日 - 2021年4月24日 | 緊急事態宣言へ移行                                     | 追加適用                                         |
| 兵庫県（1回目） | 明石市 | 2021年4月22日 - 2021年4月24日 | 緊急事態宣言へ移行                                     | 追加適用                                         |
| 兵庫県（1回目） | 川辺郡猪名川町 | 2021年4月22日 - 2021年4月24日 | 緊急事態宣言へ移行                                     | 追加適用                                         |
| 兵庫県（2回目） | 神戸市 | 2021年6月21日 - 2021年7月11日 | 適用期間終了                                           | 緊急事態宣言から移行                             |
| 兵庫県（2回目） | 阪神南地域（尼崎市､西宮市､芦屋市） | 2021年6月21日 - 2021年7月11日 | 適用期間終了                                           | 緊急事態宣言から移行                             |
| 兵庫県（2回目） | 阪神北地域（伊丹市､宝塚市､川西市､三田市､川辺郡猪名川町） | 2021年6月21日 - 2021年7月11日 | 適用期間終了                                           | 緊急事態宣言から移行                             |
| 兵庫県（2回目） | 東播磨地域（明石市､加古川市､高砂市､加古郡稲美町､加古郡播磨町） | 2021年6月21日 - 2021年7月11日 | 適用期間終了                                           | 緊急事態宣言から移行                             |
| 兵庫県（2回目） | 姫路市 | 2021年6月21日 - 2021年7月11日 | 適用期間終了                                           | 緊急事態宣言から移行                             |
| 兵庫県（3回目） | 神戸市 | 2021年8月2日 - 2021年8月19日  | 緊急事態宣言へ移行                                     |                                                  |
| 兵庫県（3回目） | 阪神南地域（尼崎市､西宮市､芦屋市） | 2021年8月2日 - 2021年8月19日  | 緊急事態宣言へ移行                                     |                                                  |
| 兵庫県（3回目） | 阪神北地域（伊丹市､宝塚市､川西市､三田市､川辺郡猪名川町） | 2021年8月2日 - 2021年8月19日  | 緊急事態宣言へ移行                                     |                                                  |
| 兵庫県（3回目） | 東播磨地域（明石市､加古川市､高砂市､加古郡稲美町､加古郡播磨町） | 2021年8月2日 - 2021年8月19日  | 緊急事態宣言へ移行                                     |                                                  |
| 兵庫県（3回目） | 姫路市 | 2021年8月2日 - 2021年8月19日  | 緊急事態宣言へ移行                                     |                                                  |
| 兵庫県（3回目） | 北播磨地域（西脇市、三木市、小野市、加西市、加東市、多可郡多可町） | 2021年8月16日 - 2021年8月19日 | 緊急事態宣言へ移行                                     | 追加適用                                         |
| 兵庫県（3回目） | 中播磨地域のうち姫路市以外（神崎郡神河町、神崎郡市川町、神崎郡福崎町） | 2021年8月16日 - 2021年8月19日 | 緊急事態宣言へ移行                                     | 追加適用                                         |
| 兵庫県（3回目） | 西播磨地域（相生市、たつの市、赤穂市、宍粟市、揖保郡太子町、赤穂郡上郡町、佐用郡佐用町） | 2021年8月16日 - 2021年8月19日 | 緊急事態宣言へ移行                                     | 追加適用                                         |
| 兵庫県（3回目） | 丹波地域（丹波篠山市、丹波市） | 2021年8月16日 - 2021年8月19日 | 緊急事態宣言へ移行                                     | 追加適用                                         |
| 兵庫県（3回目） | 淡路地域（洲本市、南あわじ市、淡路市） | 2021年8月16日 - 2021年8月19日 | 緊急事態宣言へ移行                                     | 追加適用                                         |
| 岡山県（1回目） | 岡山市 | 2021年8月20日 - 2021年8月26日 | 緊急事態宣言へ移行                                     |                                                  |
| 岡山県（1回目） | 倉敷市 | 2021年8月20日 - 2021年8月26日 | 緊急事態宣言へ移行                                     |                                                  |
| 岡山県（2回目） | 岡山市 | 2021年9月13日 - 2021年9月30日 | 適用期間終了                                           | 緊急事態宣言から移行                             |
| 岡山県（2回目） | 倉敷市 | 2021年9月13日 - 2021年9月30日 | 適用期間終了                                           | 緊急事態宣言から移行                             |
| 岡山県（2回目） | 津山市 | 2021年9月13日 - 2021年9月30日 | 適用期間終了                                           | 緊急事態宣言から移行                             |
| 岡山県（2回目） | 玉野市 | 2021年9月13日 - 2021年9月30日 | 適用期間終了                                           | 緊急事態宣言から移行                             |
| 岡山県（2回目） | 笠岡市 | 2021年9月13日 - 2021年9月30日 | 適用期間終了                                           | 緊急事態宣言から移行                             |
| 岡山県（2回目） | 井原市 | 2021年9月13日 - 2021年9月30日 | 適用期間終了                                           | 緊急事態宣言から移行                             |
| 岡山県（2回目） | 総社市 | 2021年9月13日 - 2021年9月30日 | 適用期間終了                                           | 緊急事態宣言から移行                             |
| 岡山県（2回目） | 備前市 | 2021年9月13日 - 2021年9月30日 | 適用期間終了                                           | 緊急事態宣言から移行                             |
| 岡山県（2回目） | 赤磐市 | 2021年9月13日 - 2021年9月30日 | 適用期間終了                                           | 緊急事態宣言から移行                             |
| 岡山県（2回目） | 真庭市 | 2021年9月13日 - 2021年9月30日 | 適用期間終了                                           | 緊急事態宣言から移行                             |
| 岡山県（2回目） | 浅口市 | 2021年9月13日 - 2021年9月30日 | 適用期間終了                                           | 緊急事態宣言から移行                             |
| 岡山県（2回目） | 都窪郡早島町 | 2021年9月13日 - 2021年9月30日 | 適用期間終了                                           | 緊急事態宣言から移行                             |
| 岡山県（2回目） | 小田郡矢掛町 | 2021年9月13日 - 2021年9月30日 | 適用期間終了                                           | 緊急事態宣言から移行                             |
| 岡山県（2回目） | 勝田郡勝央町 | 2021年9月13日 - 2021年9月30日 | 適用期間終了                                           | 緊急事態宣言から移行                             |
| 岡山県（2回目） | 勝田郡奈義町 | 2021年9月13日 - 2021年9月30日 | 適用期間終了                                           | 緊急事態宣言から移行                             |
| 岡山県（2回目） | 久米郡久米南町 | 2021年9月13日 - 2021年9月30日 | 適用期間終了                                           | 緊急事態宣言から移行                             |
| 岡山県（2回目） | 久米郡美咲町 | 2021年9月13日 - 2021年9月30日 | 適用期間終了                                           | 緊急事態宣言から移行                             |
| 広島県          | 広島市 | 2021年8月20日 - 2021年8月26日 | 緊急事態宣言へ移行                                     |                                                  |
| 広島県          | 三原市 | 2021年8月20日 - 2021年8月26日 | 緊急事態宣言へ移行                                     |                                                  |
| 広島県          | 廿日市市 | 2021年8月20日 - 2021年8月26日 | 緊急事態宣言へ移行                                     |                                                  |
| 広島県          | 呉市 | 2021年8月20日 - 2021年8月26日 | 緊急事態宣言へ移行                                     |                                                  |
| 広島県          | 尾道市 | 2021年8月20日 - 2021年8月26日 | 緊急事態宣言へ移行                                     |                                                  |
| 広島県          | 福山市 | 2021年8月20日 - 2021年8月26日 | 緊急事態宣言へ移行                                     |                                                  |
| 広島県          | 府中市 | 2021年8月20日 - 2021年8月26日 | 緊急事態宣言へ移行                                     |                                                  |
| 広島県          | 竹原市 | 2021年8月20日 - 2021年8月26日 | 緊急事態宣言へ移行                                     |                                                  |
| 広島県          | 東広島市 | 2021年8月20日 - 2021年8月26日 | 緊急事態宣言へ移行                                     |                                                  |
| 広島県          | 安芸郡府中町 | 2021年8月20日 - 2021年8月26日 | 緊急事態宣言へ移行                                     |                                                  |
| 広島県          | 安芸郡海田町 | 2021年8月20日 - 2021年8月26日 | 緊急事態宣言へ移行                                     |                                                  |
| 広島県          | 安芸郡坂町 | 2021年8月20日 - 2021年8月26日 | 緊急事態宣言へ移行                                     |                                                  |
| 香川県          | 高松市 | 2021年8月20日 - 2021年9月30日 | 適用期間終了                                           |                                                  |
| 愛媛県（1回目） | 松山市 | 2021年4月25日 - 2021年5月22日 | 感染者・医療状況改善                                   |                                                  |
| 愛媛県（2回目） | 松山市 | 2021年8月20日 - 2021年9月12日 | 適用期間終了                                           |                                                  |
| 高知県          | 高知市 | 2021年8月27日 - 2021年9月12日 | 適用期間終了                                           |                                                  |
| 福岡県（1回目） | 福岡市 | 2021年6月21日 - 2021年7月11日 | 適用期間終了                                           | 緊急事態宣言から移行                             |
| 福岡県（1回目） | 北九州市 | 2021年6月21日 - 2021年7月11日 | 適用期間終了                                           | 緊急事態宣言から移行                             |
| 福岡県（1回目） | 久留米市 | 2021年6月21日 - 2021年7月11日 | 適用期間終了                                           | 緊急事態宣言から移行                             |
| 福岡県（2回目） | 福岡市 | 2021年8月2日 - 2021年8月19日  | 緊急事態宣言へ移行                                     |                                                  |
| 福岡県（2回目） | 北九州市 | 2021年8月2日 - 2021年8月19日  | 緊急事態宣言へ移行                                     |                                                  |
| 福岡県（2回目） | 久留米市 | 2021年8月2日 - 2021年8月19日  | 緊急事態宣言へ移行                                     |                                                  |
| 福岡県（2回目） | 福岡地域 （筑紫野市、春日市、大野城市、宗像市、太宰府市、古賀市、福津市、朝倉市、糸島市、 那珂川市、糟屋郡宇美町、糟屋郡篠栗町、糟屋郡志免町、糟屋郡須恵町、糟屋郡新宮町、 糟屋郡久山町、糟屋郡粕屋町、朝倉郡筑前町、朝倉郡東峰村） | 2021年8月2日 - 2021年8月19日  | 緊急事態宣言へ移行                                     |                                                  |
| 熊本県（1回目） | 熊本市 | 2021年5月16日 - 2021年6月13日 | 適用期間終了                                           |                                                  |
| 熊本県（2回目） | 熊本市 | 2021年8月8日 - 2021年9月30日  |                                                        |                                                  |
| 佐賀県          | 旧唐津市 | 2021年8月27日 - 2021年9月12日 | 適用期間終了                                           |                                                  |
| 長崎県          | 長崎市 | 2021年8月27日 - 2021年9月12日 | 適用期間終了                                           |                                                  |
| 長崎県          | 佐世保市 | 2021年8月27日 - 2021年9月12日 | 適用期間終了                                           |                                                  |
| 宮崎県          | 宮崎市 | 2021年8月27日 - 2021年9月30日 | 適用期間終了                                           |                                                  |
| 宮崎県          | 日向市 | 2021年8月27日 - 2021年9月12日 | 新規感染者数が減少傾向にあるため                       |                                                  |
| 宮崎県          | 東臼杵郡門川町 | 2021年8月27日 - 2021年9月12日 | 新規感染者数が減少傾向にあるため                       |                                                  |
| 鹿児島県        | 鹿児島市 | 2021年8月20日 - 2021年9月30日 | 適用期間終了                                           |                                                  |
| 鹿児島県        | 霧島市 | 2021年8月20日 - 2021年9月12日 | 新規感染者数が減少傾向にあるため                       |                                                  |
| 鹿児島県        | 姶良市 | 2021年8月20日 - 2021年9月12日 | 新規感染者数が減少傾向にあるため                       |                                                  |
| 沖縄県          | 那覇市 | 2021年4月12日 - 2021年5月22日 | 緊急事態宣言へ移行                                     |                                                  |
| 沖縄県          | 名護市 | 2021年4月12日 - 2021年5月22日 | 緊急事態宣言へ移行                                     |                                                  |
| 沖縄県          | うるま市 | 2021年4月12日 - 2021年5月22日 | 緊急事態宣言へ移行                                     |                                                  |
| 沖縄県          | 沖縄市 | 2021年4月12日 - 2021年5月22日 | 緊急事態宣言へ移行                                     |                                                  |
| 沖縄県          | 宜野湾市 | 2021年4月12日 - 2021年5月22日 | 緊急事態宣言へ移行                                     |                                                  |
| 沖縄県          | 南城市 | 2021年4月12日 - 2021年5月22日 | 緊急事態宣言へ移行                                     |                                                  |
| 沖縄県          | 浦添市 | 2021年4月12日 - 2021年5月22日 | 緊急事態宣言へ移行                                     |                                                  |
| 沖縄県          | 豊見城市 | 2021年4月12日 - 2021年5月22日 | 緊急事態宣言へ移行                                     |                                                  |
| 沖縄県          | 糸満市 | 2021年4月12日 - 2021年5月22日 | 緊急事態宣言へ移行                                     |                                                  |
| 沖縄県          | 島尻郡南風原町 | 2021年5月1日 - 2021年5月22日  | 緊急事態宣言へ移行                                     | 追加適用（1回目）                                |
| 沖縄県          | 島尻郡八重瀬町 | 2021年5月1日 - 2021年5月22日  | 緊急事態宣言へ移行                                     | 追加適用（1回目）                                |
| 沖縄県          | 島尻郡与那原町 | 2021年5月1日 - 2021年5月22日  | 緊急事態宣言へ移行                                     | 追加適用（1回目）                                |
| 沖縄県          | 中頭郡西原町 | 2021年5月1日 - 2021年5月22日  | 緊急事態宣言へ移行                                     | 追加適用（1回目）                                |
| 沖縄県          | 中頭郡北谷町 | 2021年5月1日 - 2021年5月22日  | 緊急事態宣言へ移行                                     | 追加適用（1回目）                                |
| 沖縄県          | 石垣市 | 2021年5月12日 - 2021年5月22日 | 緊急事態宣言へ移行                                     | 追加適用（2回目）                                |

#### 2022年1月 - 3月
2022年1月7日、まん延防止等重点措置を発令した。まん延防止等重点措置を実施すべき期間は、2022年1月9日から1月31日まで、まん延防止等重点措置を実施すべき区域は、広島県、山口県及び沖縄県の区域とされた（「新型コロナウイルス感染症まん延防止等重点措置に関する公示」同年1月7日付官報特別号外第3号）。
広島県については、対象市町村を、一旦「広島市、大竹市、廿日市市、府中町、海田町」の3市2町とする予定が1月6日に発表されたが、感染の拡大を受けて1月7日に「呉市、竹原市、三原市、尾道市、福山市、東広島市、江田島市、坂町」が追加され1月9日の適用開始時点で10市3町が対象となった。その後、同月14日に県内全市町村にまで拡大している。
2022年1月19日、爆発的な感染者の増加傾向により、適用要請のあった1都12県にまん延防止等重点措置の適用を追加した。期間は2022年1月21日から2月13日まで、新たにまん延防止等重点措置を実施すべき地域は、群馬県、埼玉県、千葉県、東京都、神奈川県、新潟県、愛知県、三重県、岐阜県、香川県、長崎県、熊本県及び宮崎県の区域とされた（「新型コロナウイルス感染症まん延防止等重点措置に関する公示の全部を変更する公示」同年1月19日付官報特別号外第5号）。
2022年1月25日、感染状況や医療提供体制・公衆衛生体制に対する負荷の状況について分析・評価を行い、感染の再拡大を防止する必要性が高いこと等から、適用要請のあった1道2府15県にまん延防止等重点措置の適用を追加した。期間は2022年1月27日から2月20日まで、新たにまん延防止等重点措置を実施すべき地域は、北海道、青森県、山形県、福島県、茨城県、栃木県、石川県、長野県、静岡県、京都府、大阪府、兵庫県、島根県、岡山県、福岡県、佐賀県、大分県及び鹿児島県の区域とされた。また広島県、山口県及び沖縄県については、1月31日まであったまん延防止等重点措置を実施すべき期間を2月20日まで延長した（「新型コロナウイルス感染症まん延防止等重点措置に関する公示の全部を変更する公示」同年1月25日付官報特別号外第10号）。
2022年2月3日、感染状況や医療提供体制・公衆衛生体制に対する負荷の状況について分析・評価を行い、感染の再拡大を防止する必要性が高いこと等から、適用要請のあった和歌山県にまん延防止等重点措置の適用を追加した。期間は2022年2月5日から2月27日まで（「新型コロナウイルス感染症まん延防止等重点措置に関する公示の全部を変更する公示」同年2月3日付官報特別号外第12号）。
2022年2月10日、感染状況や医療提供体制・公衆衛生体制に対する負荷の状況について分析・評価を行い、感染の再拡大を防止する必要性が高いこと等から、適用要請のあった高知県にまん延防止等重点措置の適用を追加した。期間は2022年2月12日から3月6日までとした。さらに、群馬県、埼玉県、千葉県、東京都、神奈川県、新潟県、愛知県、三重県、岐阜県、香川県、長崎県、熊本県及び宮崎県については、2月13日までであったまん延防止等重点措置を実施すべき期間を3月6日まで延長した（「新型コロナウイルス感染症まん延防止等重点措置に関する公示の全部を変更する公示」同年2月10日付官報特別号外第14号）。
2022年2月18日、感染状況や医療提供体制・公衆衛⽣体制に対する負荷の状況について分析・評価を⾏い、⼭形県、島根県、⼭⼝県、⼤分県及び沖縄県については、まん延防⽌等重点措置を実施すべき期間とされている2月20⽇限りでまん延防⽌等重点措置を終了し、北海道、⻘森県、福島県、茨城県、栃⽊県、⽯川県、⻑野県、静岡県、京都府、⼤阪府、兵庫県、和歌⼭県、岡⼭県、広島県、福岡県、佐賀県及び⿅児島県については、2月20日まで（和歌山県は2月27日まで）であったまん延防止等重点措置を実施すべき期間を3月6日まで延長した（「新型コロナウイルス感染症まん延防止等重点措置に関する公示の全部を変更する公示」同年2月18日付官報特別号外第16号）。
2022年3月4日、感染状況や医療提供体制・公衆衛⽣体制に対する負荷の状況について分析・評価を⾏い、福島県、新潟県、長野県、三重県、和歌山県、岡山県、広島県、高知県、福岡県、佐賀県、長崎県、宮崎県及び鹿児島県については、まん延防⽌等重点措置を実施すべき期間とされている3月6日限りでまん延防⽌等重点措置を終了し、北海道、青森県、茨城県、栃木県、群馬県、埼玉県、千葉県、東京都、神奈川県、石川県、岐阜県、静岡県、愛知県、京都府、大阪府、兵庫県、香川県及び熊本県については、3月6日までであったまん延防止等重点措置を実施すべき期間を3月21日まで延長した（「新型コロナウイルス感染症まん延防止等重点措置に関する公示の全部を変更する公示」同年3月4日付官報特別号外第21号）。
2022年3月17日、感染状況や医療提供体制・感染状況や医療提供体制・公衆衛生体制に対する負荷の状況について分析・評価を行い、まん延防止等重点措置を実施すべき期間とされている3月21日限りで、まん延防止等重点措置を集中的に実施する必要がある事態が終了する旨を決定した（「新型コロナウイルス感染症まん延防止等重点措置の終了に関する公示」同年3月17日付官報特別号外第31号」）。
| 都道府県 | 区市町村                                                             | 期間                          | 解除事由 | 備考                                                                                  |
| -------- | -------------------------------------------------------------------- | ----------------------------- | -------- | ------------------------------------------------------------------------------------- |
| 広島県   | 広島市                                                               | 2022年1月9日 - 2022年1月31日  |          | 当初は、1月31日までのところ、3月6日までに延長                                         |
| 広島県   | 呉市                                                                 | 2022年1月9日 - 2022年1月31日  |          | 当初は、1月31日までのところ、3月6日までに延長                                         |
| 広島県   | 竹原市                                                               | 2022年1月9日 - 2022年1月31日  |          | 当初は、1月31日までのところ、3月6日までに延長                                         |
| 広島県   | 三原市                                                               | 2022年1月9日 - 2022年1月31日  |          | 当初は、1月31日までのところ、3月6日までに延長                                         |
| 広島県   | 尾道市                                                               | 2022年1月9日 - 2022年1月31日  |          | 当初は、1月31日までのところ、3月6日までに延長                                         |
| 広島県   | 福山市                                                               | 2022年1月9日 - 2022年1月31日  |          | 当初は、1月31日までのところ、3月6日までに延長                                         |
| 広島県   | 東広島市                                                             | 2022年1月9日 - 2022年1月31日  |          | 当初は、1月31日までのところ、3月6日までに延長                                         |
| 広島県   | 廿日市市                                                             | 2022年1月9日 - 2022年1月31日  |          | 当初は、1月31日までのところ、3月6日までに延長                                         |
| 広島県   | 大竹市                                                               | 2022年1月9日 - 2022年1月31日  |          | 当初は、1月31日までのところ、3月6日までに延長                                         |
| 広島県   | 江田島市                                                             | 2022年1月9日 - 2022年1月31日  |          | 当初は、1月31日までのところ、3月6日までに延長                                         |
| 広島県   | 安芸郡府中町                                                         | 2022年1月9日 - 2022年1月31日  |          | 当初は、1月31日までのところ、3月6日までに延長                                         |
| 広島県   | 安芸郡海田町                                                         | 2022年1月9日 - 2022年1月31日  |          | 当初は、1月31日までのところ、3月6日までに延長                                         |
| 広島県   | 安芸郡坂町                                                           | 2022年1月9日 - 2022年1月31日  |          | 当初は、1月31日までのところ、3月6日までに延長                                         |
| 広島県   | 県内全域                                                             | 2022年1月14日 - 2022年3月6日  |          | 当初は、1月31日までのところ、3月6日までに延長                                         |
| 山口県   | 岩国市                                                               | 2022年1月9日 - 2022年1月31日  |          | 当初は2市町について1月31日までのところ、2月20日までに延長                             |
| 山口県   | 玖珂郡和木町                                                         | 2022年1月9日 - 2022年1月31日  |          | 当初は2市町について1月31日までのところ、2月20日までに延長                             |
| 山口県   | 県内全域                                                             | 2022年2月1日 - 2022年2月20日  |          | 当初は2市町について1月31日までのところ、2月20日までに延長                             |
| 沖縄県   | 県内全域                                                             | 2022年1月9日 - 2022年2月20日  |          | 当初は、1月31日までのところ、2市村では2月6日まで、それ以外の地域では2月20日までに延長 |
| 沖縄県   | 宮古地域 2市村（宮古島市、宮古郡多良間村）を除く県内全域             | 2022年2月7日 - 2022年2月20日  |          | 当初は、1月31日までのところ、2市村では2月6日まで、それ以外の地域では2月20日までに延長 |
| 群馬県   | 県内全域                                                             | 2022年1月21日 - 2022年3月21日 |          | 当初は、2月13日までのところ、3月21日までに延長                                        |
| 埼玉県   | 県内全域                                                             | 2022年1月21日 - 2022年3月21日 |          | 当初は、2月13日までのところ、3月21日までに延長                                        |
| 千葉県   | 県内全域                                                             | 2022年1月21日 - 2022年3月21日 |          | 当初は、2月13日までのところ、3月21日までに延長                                        |
| 東京都   | 都内全域                                                             | 2022年1月21日 - 2022年3月21日 |          | 当初は、2月13日までのところ、3月21日までに延長                                        |
| 神奈川県 | 県内全域                                                             | 2022年1月21日 - 2022年3月21日 |          | 当初は、2月13日までのところ、3月21日までに延長                                        |
| 新潟県   | 県内全域                                                             | 2022年1月21日 - 2022年3月6日  |          | 当初は、2月13日までのところ、3月6日までに延長                                         |
| 岐阜県   | 県内全域                                                             | 2022年1月21日 - 2022年3月21日 |          | 当初は、2月13日までのところ、3月21日までに延長                                        |
| 愛知県   | 北設楽郡東栄町・豊根村を除く県内全域                                 | 2022年1月21日 - 2022年2月13日 |          | 当初は、2月13日までのところ、3月21日までに延長                                        |
| 愛知県   | 北設楽郡豊根村                                                       | 2022年2月9日 - 2022年2月13日  |          | 当初は、2月13日までのところ、3月21日までに延長                                        |
| 愛知県   | 県内全域                                                             | 2022年2月12日 - 2022年3月21日 |          | 当初は、2月13日までのところ、3月21日までに延長                                        |
| 三重県   | 尾鷲市・北牟婁郡紀北町・熊野市・南牟婁郡御浜町・紀宝町を除く県内全域 | 2022年1月21日 - 2022年2月13日 |          | 当初は、2月13日までのところ、3月6日までに延長                                         |
| 三重県   | 県内全域                                                             | 2022年1月31日 - 2022年3月6日  |          | 当初は、2月13日までのところ、3月6日までに延長                                         |
| 香川県   | 高松市                                                               | 2022年1月21日 - 2022年2月13日 |          | 当初は、2月13日までのところ、3月21日までに延長                                        |
| 香川県   | 丸亀市                                                               | 2022年1月21日 - 2022年2月13日 |          | 当初は、2月13日までのところ、3月21日までに延長                                        |
| 香川県   | 坂出市                                                               | 2022年1月21日 - 2022年2月13日 |          | 当初は、2月13日までのところ、3月21日までに延長                                        |
| 香川県   | 善通寺市                                                             | 2022年1月21日 - 2022年2月13日 |          | 当初は、2月13日までのところ、3月21日までに延長                                        |
| 香川県   | 観音寺市                                                             | 2022年1月21日 - 2022年2月13日 |          | 当初は、2月13日までのところ、3月21日までに延長                                        |
| 香川県   | さぬき市                                                             | 2022年1月21日 - 2022年2月13日 |          | 当初は、2月13日までのところ、3月21日までに延長                                        |
| 香川県   | 東かがわ市                                                           | 2022年1月21日 - 2022年2月13日 |          | 当初は、2月13日までのところ、3月21日までに延長                                        |
| 香川県   | 三豊市                                                               | 2022年1月21日 - 2022年2月13日 |          | 当初は、2月13日までのところ、3月21日までに延長                                        |
| 香川県   | 小豆郡土庄町                                                         | 2022年1月21日 - 2022年2月13日 |          | 当初は、2月13日までのところ、3月21日までに延長                                        |
| 香川県   | 小豆郡小豆島町                                                       | 2022年1月21日 - 2022年2月13日 |          | 当初は、2月13日までのところ、3月21日までに延長                                        |
| 香川県   | 木田郡三木町                                                         | 2022年1月21日 - 2022年2月13日 |          | 当初は、2月13日までのところ、3月21日までに延長                                        |
| 香川県   | 綾歌郡宇多津町                                                       | 2022年1月21日 - 2022年2月13日 |          | 当初は、2月13日までのところ、3月21日までに延長                                        |
| 香川県   | 仲多度郡琴平町                                                       | 2022年1月21日 - 2022年2月13日 |          | 当初は、2月13日までのところ、3月21日までに延長                                        |
| 香川県   | 仲多度郡多度津町                                                     | 2022年1月21日 - 2022年2月13日 |          | 当初は、2月13日までのところ、3月21日までに延長                                        |
| 香川県   | 綾歌郡綾川町                                                         | 2022年1月25日 - 2022年2月13日 |          | 当初は、2月13日までのところ、3月21日までに延長                                        |
| 香川県   | 仲多度郡まんのう町                                                   | 2022年1月25日 - 2022年2月13日 |          | 当初は、2月13日までのところ、3月21日までに延長                                        |
| 香川県   | 県内全域                                                             | 2022年2月2日 - 2022年3月21日  |          | 当初は、2月13日までのところ、3月21日までに延長                                        |
| 長崎県   | 長崎市                                                               | 2022年1月21日 - 2022年2月13日 |          | 当初は、2月13日までのところ、3月6日までに延長                                         |
| 長崎県   | 佐世保市                                                             | 2022年1月21日 - 2022年2月13日 |          | 当初は、2月13日までのところ、3月6日までに延長                                         |
| 長崎県   | 県内全域                                                             | 2022年1月26日 - 2022年3月6日  |          | 当初は、2月13日までのところ、3月6日までに延長                                         |
| 熊本県   | 県内全域                                                             | 2022年1月21日 - 2022年3月21日 |          | 当初は、2月13日までのところ、3月21日までに延長                                        |
| 宮崎県   | 都城市                                                               | 2022年1月21日 - 2022年2月13日 |          | 当初は、2月13日までのところ、3月6日までに延長                                         |
| 宮崎県   | 北諸県郡三股町                                                       | 2022年1月21日 - 2022年2月13日 |          | 当初は、2月13日までのところ、3月6日までに延長                                         |
| 宮崎県   | 宮崎市                                                               | 2022年1月21日 - 2022年2月13日 |          | 当初は、2月13日までのところ、3月6日までに延長                                         |
| 宮崎県   | 延岡市                                                               | 2022年1月21日 - 2022年2月13日 |          | 当初は、2月13日までのところ、3月6日までに延長                                         |
| 宮崎県   | 県内全域                                                             | 2022年1月25日 - 2022年3月6日  |          | 当初は、2月13日までのところ、3月6日までに延長                                         |
| 北海道   | 道内全域                                                             | 2022年1月27日 - 2022年3月21日 |          | 当初は、2月20日までのところ、3月21日までに延長                                        |
| 青森県   | 弘前市                                                               | 2022年1月27日 - 2022年3月21日 |          | 当初は、2月20日までのところ、3月21日までに延長                                        |
| 山形県   | 山形市                                                               | 2022年1月27日 - 2022年2月20日 |          |                                                                                       |
| 山形県   | 鶴岡市                                                               | 2022年1月27日 - 2022年2月20日 |          |                                                                                       |
| 山形県   | 酒田市                                                               | 2022年1月27日 - 2022年2月20日 |          |                                                                                       |
| 山形県   | 東田川郡三川町                                                       | 2022年1月27日 - 2022年2月20日 |          |                                                                                       |
| 山形県   | 東田川郡庄内町                                                       | 2022年1月27日 - 2022年2月20日 |          |                                                                                       |
| 山形県   | 飽海郡遊佐町                                                         | 2022年1月27日 - 2022年2月20日 |          |                                                                                       |
| 山形県   | 米沢市                                                               | 2022年2月3日 - 2022年2月20日  |          |                                                                                       |
| 山形県   | 東置賜郡高畠町                                                       | 2022年2月3日 - 2022年2月20日  |          |                                                                                       |
| 山形県   | 天童市                                                               | 2022年2月9日 - 2022年2月20日  |          |                                                                                       |
| 福島県   | 福島市                                                               | 2022年1月27日 - 2022年2月20日 |          | 当初は、2月20日までのところ、3月6日までに延長                                         |
| 福島県   | 会津若松市                                                           | 2022年1月27日 - 2022年2月20日 |          | 当初は、2月20日までのところ、3月6日までに延長                                         |
| 福島県   | 郡山市                                                               | 2022年1月27日 - 2022年2月20日 |          | 当初は、2月20日までのところ、3月6日までに延長                                         |
| 福島県   | いわき市                                                             | 2022年1月27日 - 2022年2月20日 |          | 当初は、2月20日までのところ、3月6日までに延長                                         |
| 福島県   | 南相馬市                                                             | 2022年1月27日 - 2022年2月20日 |          | 当初は、2月20日までのところ、3月6日までに延長                                         |
| 福島県   | 県内全域                                                             | 2022年1月30日 - 2022年3月6日  |          | 当初は、2月20日までのところ、3月6日までに延長                                         |
| 茨城県   | 県内全域                                                             | 2022年1月27日 - 2022年3月21日 |          | 当初は、2月20日までのところ、3月21日までに延長                                        |
| 栃木県   | 県内全域                                                             | 2022年1月27日 - 2022年3月21日 |          | 当初は、2月20日までのところ、3月21日までに延長                                        |
| 石川県   | 県内全域                                                             | 2022年1月27日 - 2022年3月21日 |          | 当初は、2月20日までのところ、3月21日までに延長                                        |
| 長野県   | 県内全域                                                             | 2022年1月27日 - 2022年3月6日  |          | 当初は、2月20日までのところ、3月6日までに延長                                         |
| 静岡県   | 県内全域                                                             | 2022年1月27日 - 2022年3月21日 |          | 当初は、2月20日までのところ、3月21日までに延長                                        |
| 京都府   | 府内全域                                                             | 2022年1月27日 - 2022年3月21日 |          | 当初は、2月20日までのところ、3月21日までに延長                                        |
| 大阪府   | 府内全域                                                             | 2022年1月27日 - 2022年3月21日 |          | 当初は、2月20日までのところ、3月21日までに延長                                        |
| 兵庫県   | 県内全域                                                             | 2022年1月27日 - 2022年3月21日 |          | 当初は、2月20日までのところ、3月21日までに延長                                        |
| 島根県   | 県内全域                                                             | 2022年1月27日 - 2022年2月20日 |          |                                                                                       |
| 岡山県   | 県内全域                                                             | 2022年1月27日 - 2022年3月6日  |          | 当初は、2月20日までのところ、3月6日までに延長                                         |
| 福岡県   | 県内全域                                                             | 2022年1月27日 - 2022年3月6日  |          | 当初は、2月20日までのところ、3月6日までに延長                                         |
| 佐賀県   | 県内全域                                                             | 2022年1月27日 - 2022年3月6日  |          | 当初は、2月20日までのところ、3月6日までに延長                                         |
| 大分県   | 県内全域                                                             | 2022年1月27日 - 2022年2月20日 |          |                                                                                       |
| 鹿児島県 | 県内全域                                                             | 2022年1月27日 - 2022年3月6日  |          | 当初は、2月20日までのところ、3月6日までに延長                                         |
| 和歌山県 | 県内全域                                                             | 2022年2月5日 - 2022年3月6日   |          | 当初は、2月27日までのところ、3月6日までに延長                                         |
| 高知県   | 県内全域                                                             | 2022年2月12日 - 2022年3月6日  |          |                                                                                       |

## 営業時間短縮

### 営業時短要請
緊急事態宣言及びまん延防止等重点措置ともに、飲食店などでの感染リスクを抑えるため、宣言又は措置の対象である都道府県の知事は飲食店などに営業時間の短縮要請を出すことが可能である。主に午後8時までの時短要請を想定している が、都道府県知事によって異なることがある。

### 営業時短命令
緊急事態宣言及びまん延防止等重点措置ともに、営業時間の短縮要請に従わない場合、宣言又は措置の対象である都道府県の知事は、新型インフルエンザ等のまん延を防止するため特に必要があると認めるときに限り、飲食店などに営業時間の短縮命令を出すことが可能である。主に午後8時までの時短命令を想定している。また、命令に際して立ち入り検査も可能としていて、それを拒んだ場合は過料も科される（後節の「#罰則 (過料) 規定」を参照）。
東京都では、新型コロナウイルス対応の特別措置法に基づく営業時間の短縮命令に違反し「度重なる要請や命令に応じてもらえなかったことから、過料事件として通知すべきだと判断した」として、2021年3月29日に飲食店4店舗を対象に、過料を科すべきだとする通知を裁判所に出した。同年7月6日までに、裁判所が各店舗に25万円の過料を決定したことが確認された。
まん延防止等重点措置においては、宮城県仙台市の正当な理由なく時短要請に応じなかった15の店舗に対し、5月7日に命令を出していたが、11店舗が命令に違反して、午後8時以降の営業を続けていたということなどから、宮城県は「行政秩序上看過できない」と判断し、同月14日に行政罰として20万円以下の過料を科すよう裁判所に求める通知を全国で初めて提出している。
岡山県でも6月22日に、飲食店など13店が文書や口頭による5回以上の時短要請に応じなかったため、過料を求める通知を裁判所に送ったことを発表した。

### 休業要請
緊急事態宣言では、飲食店などでの感染リスクを抑えるため、宣言の措置の対象である都道府県の知事は、法第45条第2項に基づき要請することができる「施設の使用の制限」として飲食店などに休業の要請を行うことが可能であるが、まん延防止等重点措置では、営業時間の変更のみ可能であり、これは、休業まで至らない営業時間の制約とされているため、休業の要請を行うことは現在の法律では、出来ない とされているが、まん延防止等重点措置関係なしに各都道府県知事が、法第24条第9項に基づく協力として要請することは可能である。

### 休業命令
休業要請と同様で、緊急事態宣言では、飲食店などでの感染リスクを抑えるため、指定された都道府県の知事は飲食店などに休業の命令を行うことが可能だったが、まん延防止等重点措置では、休業の命令を行うことはできない。ただし後述のように酒類の提供の終日停止要請はまん延防止等重点措置でも可能とされる。
休業命令違反に対して過料の制裁が2021年の改正で新設された。ただし、休業命令に対して補償を行う旨の規定は設けられず、「影響を受けた事業者を支援するために必要な財政上の措置その他の必要な措置を効果的に講ずるものとする。」（法第63条の2）と規定されたのみである。

## 酒類等の提供時間制限
発令中の都道府県ごとに異なる が、人が集まることを避けること や、主に飲酒による酔った際に、マスクを外したり、大声で話したりしたことによる感染リスクを回避するため に19時から21時前後で酒類の提供時間を制限することが可能である。まん延防止等重点措置の適用の場合の酒類の提供については、政府の基本対処方針において、2021年4月16日までは、は 11時から 19時までの時間制限のみであった ものが、4月23日の改定で、「都道府県知事の判断により、法第31条の6第1項に基づき、飲食店に対して、緊急事態措置の実施期間において、酒類の提供を行わないよう要請」と変更された。これによりまん延防止等重点措置の多くでは、酒類の提供停止要請が行われた。法的には、法第31条の6第1項 において「営業時間の変更その他国民生活及び国民経済に甚大な影響を及ぼすおそれがある重点区域における新型インフルエンザ等のまん延を防止するために必要な措置として政令で定める措置を講ずるよう要請することができる」と規定され、更に施行令第5条の5で消毒等の措置を定め、その第6号で「新型インフルエンザ等のまん延の防止のために必要な措置として厚生労働大臣が定めて公示するもの」と規定している。この規定を受けて 新型コロナウイルス感染症のまん延の防止のために必要な措置及び同感染症の感染の防止のために必要な措置(令和2年4月7日(厚生労働省告示第176号) 第1条第4号で「入場をする者等に対する酒類の提供及び入場をする者等により持ち込まれた酒類を飲用に供するための場の提供の停止」と規定することで酒類の提供停止要請に法的な根拠が付与された。しかし、明示的に施設の使用停止を規定（法第45条第2項 している緊急事態宣言のように、強い効力があるかについては、一部の専門家の間では、無いとされていて、具体的な効果については不明である。
まん延防止等重点措置の要請に従わない場合は、法第31条の6第3項 に基づく命令が可能だが、この場合、東京都は営業時間の変更と酒類の提供の停止の双方を命令 しているが、北海道 は、酒類の提供・持ち込みは行わない としているにも関わらず、命令の段階では「営業時間を５時から20時まで」のみとしている。

## 店舗名公表
時短営業要請に応じない店舗では、店名の公表が可能である（第31条の6第5項、第45条第5項）。この規定は2021年の改正前には、緊急事態宣言による時短営業要請に応じない場合に「公表する」となっていたものが、店舗名を公表することで、「開いている店舗」を公表し、人を集めるという弊害が生じたため改正されたものである。

## 施設使用

### 施設使用停止要請・命令
緊急事態宣言では、イベントなどで使用する施設の使用を停止する要請が可能で、従わない場合は命令を発することもできるが、まん延防止等重点措置では要請・命令は出来ない。

## 外出自粛の要請

### 外出自粛要請
緊急事態宣言下においては法第45条第1項 に基づく「生活の維持に必要な場合を除きみだりに当該者の居宅又はこれに相当する場所から外出しないこと」の要請が可能だが、まん延防止等重点措置の場合は、法第36条の6第2項 の「新型インフルエンザ等の感染の防止に必要な協力」として外出自粛要請を行うことになる。そのため報道では、まん延防止等重点措置では、「緊急事態宣言のような大規模な外出自粛を要請することは出来ず、普段から行っている都道府県知事や各自治体の市区町村長の外出の自粛を要請できるような小規模な大きな影響力を持たない要請のみに限られる」 としているものもあるが法的に必ずしも明示されていない。

### 外出禁止・命令
緊急事態宣言及びまん延防止等重点措置ともに、外出については要請のみであり、違反者に制裁を科すような禁止する法的拘束力があるようなことを行うことは法律上でも出来ない。

## 発令中の行政及び施設においての基本感染対策ガイドライン
政府は、発令中の区域においての感染防止対策についての、ガイドラインをまとめていて、主に
- 飲食店における20時までの営業時間短縮要請（酒類の提供は、まん延防止等重点措置の場合19時まで、緊急事態宣言は終日停止）[3]
- 各都道府県全体でのイベントの人数制限[3]
- アクリル板の設置を含めたガイドラインの遵守の徹底[3]
- 感染拡大地域におけるモニタリング検査の拡充[3]
- 高齢者施設等の従業者等に対する検査の頻回実施[3]

など、普段の基本的な感染対策よりも一層踏み込んだ感染対策を行うことが求められている。これらの正式名称は、感染拡大防止ガイドライン（かんせんかくだいぼうしガイドライン）という。

## 罰則 (過料) 規定
緊急事態宣言では、都道府県の知事の命令に正当な理由がなく応じなかった場合30万円以下の過料（行政罰）が科される。まん延防止等重点措置では、20万円以下の過料が科される。具体的には、飲食店などの事業者が、都道府県知事から出る時短命令に「正当な理由なく」応じなかった場合に科されることがある。ただし、過料の適用に当たっては、国民の自由と権利が侵害されることのないよう、慎重に運用することと、不服の申立てや、その他の救済の権利を保障することも定められている。

## 協力金
緊急事態宣言の時に営業時間の短縮要請に応じた飲食店には1日最大6万円の協力金が都道府県から支払われるが、この額は法律で規定されているものではない。まん延防止等重点措置発令時においては当初、1日最大6万円の協力金を当初は支払う方針だったものの、一日最大4万円の協力金に減額となった。都道府県によって異なることもある。自治体が独自の財源で行う限りは制約はないが、国からの補助金による場合、新型コロナウイルス感染症対応地方創生臨時交付金における「協力要請推進枠」によることになりこの補助金の規定で額が決定されることになり、大企業、中小企業など企業業態によって異なることもある。
2022年の第6波による沖縄県などへのまん延防止等重点措置発令の際には、時短協力金支給をめぐる問題が浮き彫りとなった。これは県などから感染防止対策の「第三者認証」を受けた店よりも、政府が非認証店の方を高く協力金の額を設定しているため、認証店の協力金支給額が少なくなるという現象が影響しており、「費用をかけて感染対策を整えたのに不公平だ」との不満が噴出。県に「認証を返上して非認証店になりたい」という申し出や問い合わせが殺到している。内閣官房の担当者は、非認証店を高くした理由を「営業時間が1時間短く、酒類提供ができないことを考慮した」と説明しているが、従業員への感染の懸念などから自主休業する場合や、深夜に開店するバーやスナックなどで営業を断念する場合にもこの支給額の差は同じで「不公平だ」との声が上がる。営業を続け、非認証店に比べ1時間長く店を開ける場合でも、現在の感染状況では客入りは見込めず、国の説明に「現場の実情を分かっていない」と国への批判が高まっている。
協力金を巡る問題が相次いで報道される中、全国知事会は同年1月6日に政府に対し、認証・非認証店で協力金の単価差をなくすよう求めた。また岸田文雄首相はこの問題に対し、「改善の余地がないかどうか考えてみたい」と見直しを検討する姿勢を示した。
最終的には、1月12日に国が取扱い変更通知を行い、認証店の協力金の見直しがされ、認証店舗については、認証の辞退（認証ステッカーの返却・破棄等）を行わなくても、全期間20時まで（酒類提供なし）の時短営業を行った場合、非認証店と同額の支給がされることになった。

## 感染者の入院
宣言又は措置の発令時に限らず、その他の場合でも適用されるが、入院を拒否したり、入院先から逃げたりした場合、その感染者に50万円以下の過料を科すことができるように、感染症法が合わせて改正された。付帯決議では、医療現場で円滑に運用がなされるように、その手順などを分かりやすく示すとともに、適用についての具体的な例など、適用の適否を判断する材料をできる限り明確に示し、宿泊施設や感染者の自宅などの状況も含め、本人や、その子供や高齢者などの生活維持に配慮するとともに、必要な対応を行うべきとされた。これは入院命令違反の場合の制裁であるが逆に入院の必要と患者の意思があっても入院できない状態である場合の、行政に対する制裁規定はない。

## 臨時医療施設の設置
緊急事態宣言中は、臨時の医療施設を設置できるとされていたが、2021年の法改正で、政府対策本部が設置された時から設置可能になり、まん延防止等重点措置発令中でも設置が可能になった。
臨時の医療施設は、都道府県知事が臨時に開設するものであり（第31条の2第1項）、民間に設置を求めるものではない。
2021年9月4日の共同通信の報道によると47都道府県と20政令市のうち25自治体が、臨時医療施設などを「開設または開設予定」としており、施設数は少なくとも40に上っている

## 疫学調査
宣言又は措置の発令時に限らず、その他の場合の場合でも科されるが、保健所が感染経路を調べ、濃厚接触者の特定や感染源を調べたりする「積極的疫学調査」を拒んだ場合は30万円以下の過料とした。ただし、PCR検査などの検査拒否につながるおそれや保健所の対応能力も踏まえ、慎重に行うこととし、現場で円滑に運用がなされるよう、その手順などを分かりやすく示すとともに、適用についての具体例など、適用の適否の判断材料をできる限り明確に示すことも求めている。

## 病床確保
宣言又は措置の発令時に限らず、その他の場合でも適用されるが、新型コロナウイルス入院患者病床の確保のために厚生労働大臣などが医療機関に勧告したり、それに応じない機関名を公表したりできるようにした。

## 入場を禁止する措置
政府は、宣言又は措置の対象地域では、施設従業員の検査受診を勧め、マスク着用など感染防止に必要な措置をとらない人は入場を禁止する措置をとると発表した。
ただし、原則として立入先の同意を得て行うこととして、同意が得られない場合も物理力の行使などは行わないことが求められている。

## 人流移動に関する問題

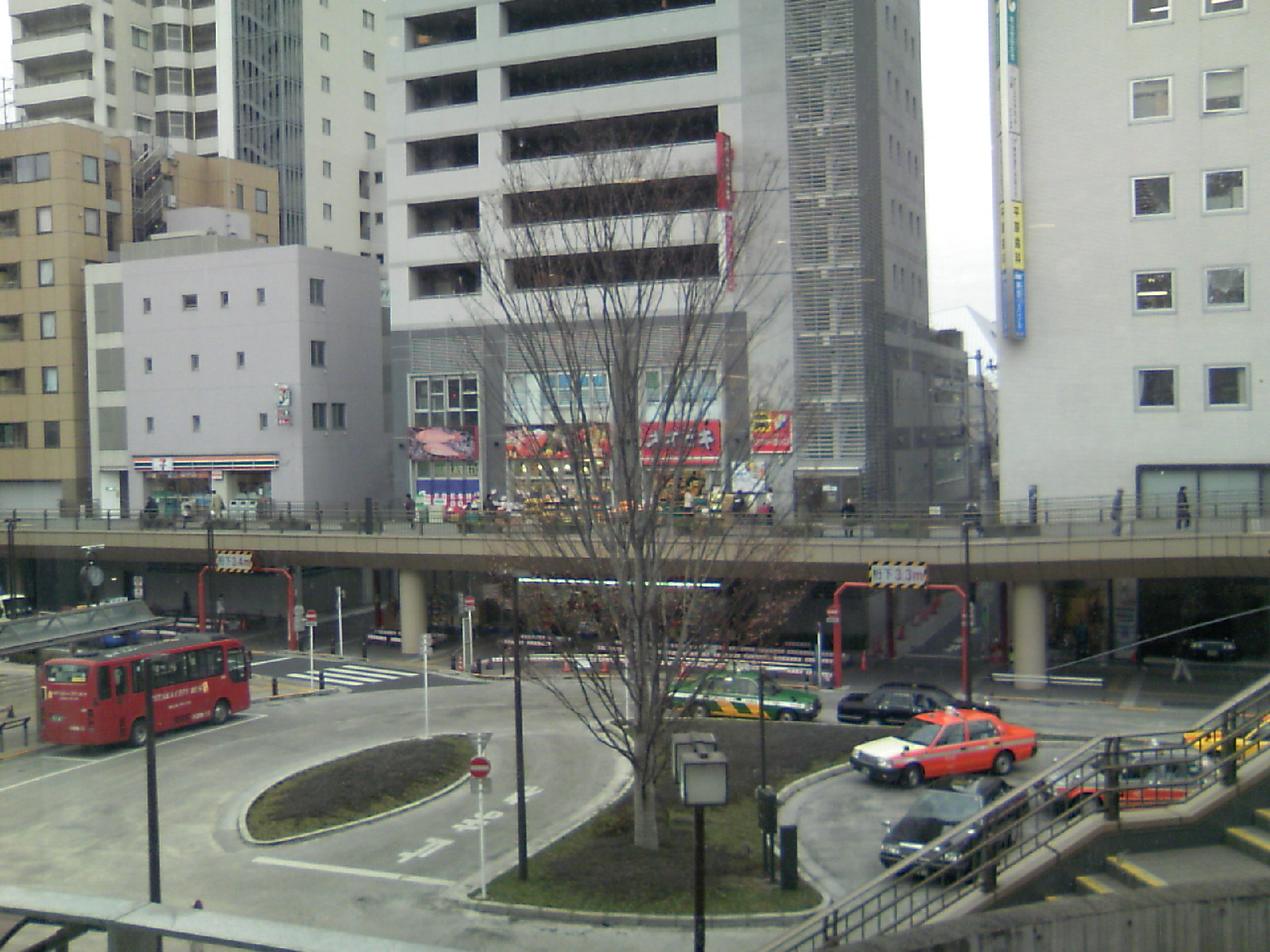
三鷹駅南口は三鷹市。商業ビルが立ち並び、人流が多い。

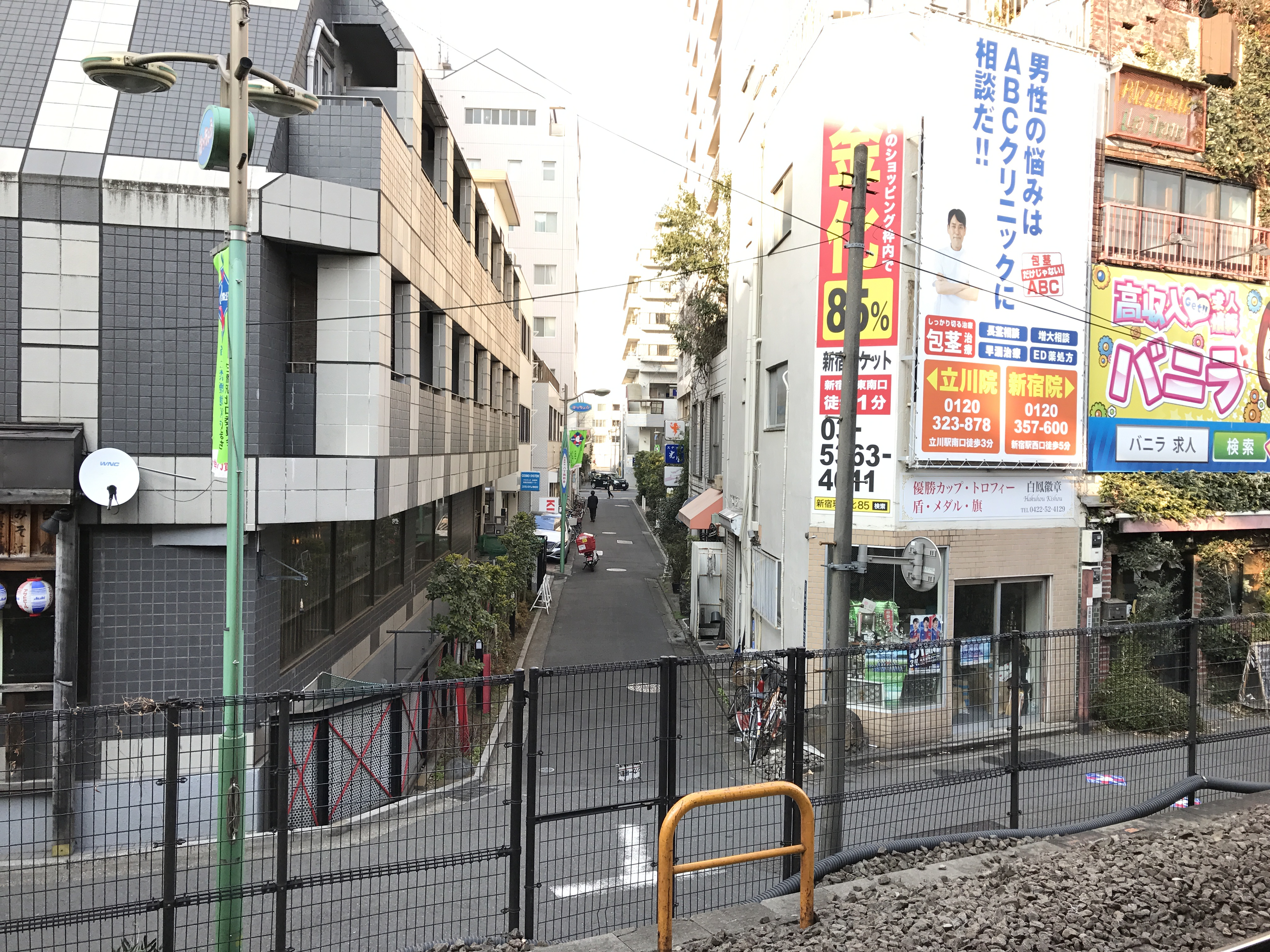
武蔵野市に位置する南口。住宅地や雑居ビルが立ち並び、人流は、さほどでない。

まん延防止等重点措置をめぐり、隣接する対象の武蔵野市と対象外の三鷹市は、JR中央線三鷹駅を境に南北で分かれ、対象外の南側では人出が目立つなど、対象区域の線引きの難しさが浮き彫りとなっている。同様の問題はJR総武線津田沼駅（船橋市・習志野市）やJR横浜線町田駅（町田市・相模原市）などでも発生し、特に町田駅のケースは、東京都と神奈川県に分かれるため、緊急事態宣言においても発生している。県境をまたぐような施設に対する法的要請の対応の難しさは浮き彫りとなっている。
一方で、措置発令直後は人出が大幅に減少するものの、延長などが繰り返されて期間が延びてくると、人出が増加するという課題もあり、措置の長さなどの対応も大きな課題となっている。これらの事象は、特に緊急事態宣言の際に見られ、宣言発令数週間ほどたつと、人流が増加し始めて一カ月以上たってくると人出が宣言前の人出の数に戻っていたりしていたということもあった。また、措置解除後の人出の大幅な上昇も危惧すべき面があるとされている。

## まん延防止等重点措置の効果
宣言又は措置の効果をめぐり、効果の有無について議論が分かれている。真っ先に発令された大阪府では、発令当初の感染者は600人前後だったものの、効果が出るとされていた2週間後には、1000人を超えるような感染者を招いたことなどから、国会などでは効果を疑問視する意見が出た。ただ、一方でまん延防止等重点措置の効果があったことから、1000人程度の感染で抑えることができたという意見もある。
2021年4月の大阪府では重点措置と宣言、どちらも感染者数の減少に対する効果が確認できたが、東京都では宣言のあとに感染拡大のスピードが下がる傾向があったものの、効果を明確には確認できなかった。大阪府では医療ひっ迫が起き、その情報も伝わったことで人出が減少し感染が下がったと考えられる。

## ロックダウンの検討
全国知事会や日本医師会は新型コロナウイルス対策に関する国への緊急提言を大筋でまとめていて、緊急事態宣言の効果が薄まってきているとして、感染拡大防止の強力な措置として、ロックダウン（都市封鎖）の手法の検討を要請していた。

## 憲法違反の可能性
憲法学者の高見勝利は、まん延防止等重点措置による時短営業命令が違憲である可能性を指摘している。高見は、十分な支援措置で時短命令に応じるよう事業者を誘導できるなら、過料による制裁は過剰規制として日本国憲法第22条の職業選択の自由の『営業の自由』を侵害し、違憲と判断される可能性があるとしている。また、小林よしのりなども、本措置法が違憲であると主張している。
海外の例として、スウェーデンは憲法第2章「基本的自由及び権利」第8条で「すべての人は公的機関による自由の剥奪から保護される。その他、スウェーデン市民である者には国内を移動し出国する自由も保障される」と明記されているため、憲法を遵守することを優先して他のヨーロッパの多くの国で行われている強制的なロックダウン政策を採用せず、国民の自主性に任せる緩やかなコロナ感染症対策を採用しているとの指摘がある。